# Cílica

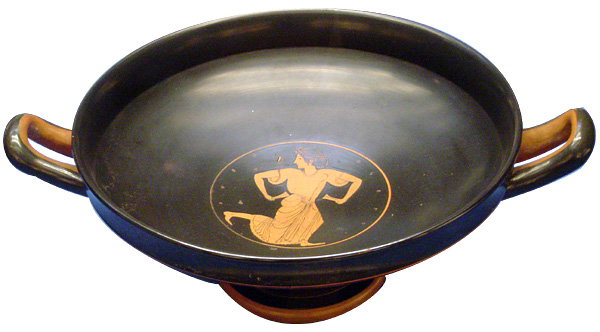
Cílica de Euergides (c. 500 a. C.) del Museo Británico, Londres.

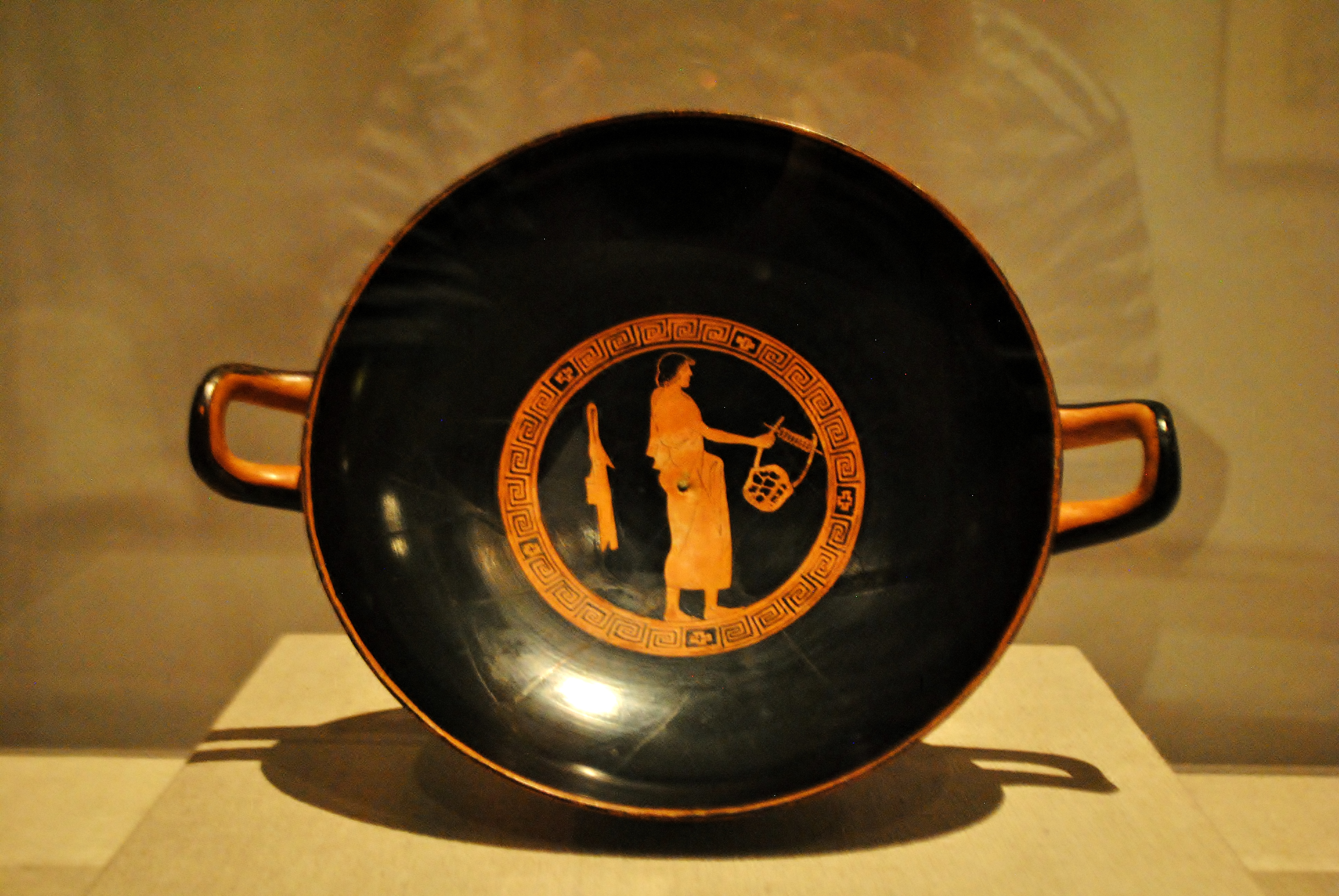
Joven sosteniendo una lira de caparazón de tortuga (Ática, Grecia, ca. 470-460 a. C.) del J. Paul Getty Museum.

La cílica (en griego antiguo: κύλιξ pl. κύλικες) kýlix ‘copa’), también conocida como kílix, kylix o quílice, es una forma típica de la cerámica griega clásica, semejante a un cáliz o al enócoe, y usada para beber vino. Presenta un cuerpo poco profundo y ancho con dos asas opuestas, todo ello levantado sobre un «pie vertical de poca altura».
El círculo de interior casi plano sobre la base de interior de la copa, llamado tondo, fue la superficie principal para la decoración pintada en las cílicas de figuras negras o figuras rojas del siglo siglo VI y V a. C.
Existen numerosas variantes de los kílices; otras copas como el escifo o el cántaros.
Los kílices también eran exportaciones populares, siendo la cerámica importada más común del Ática encontrada en los asentamientos etruscos.

## Etimología

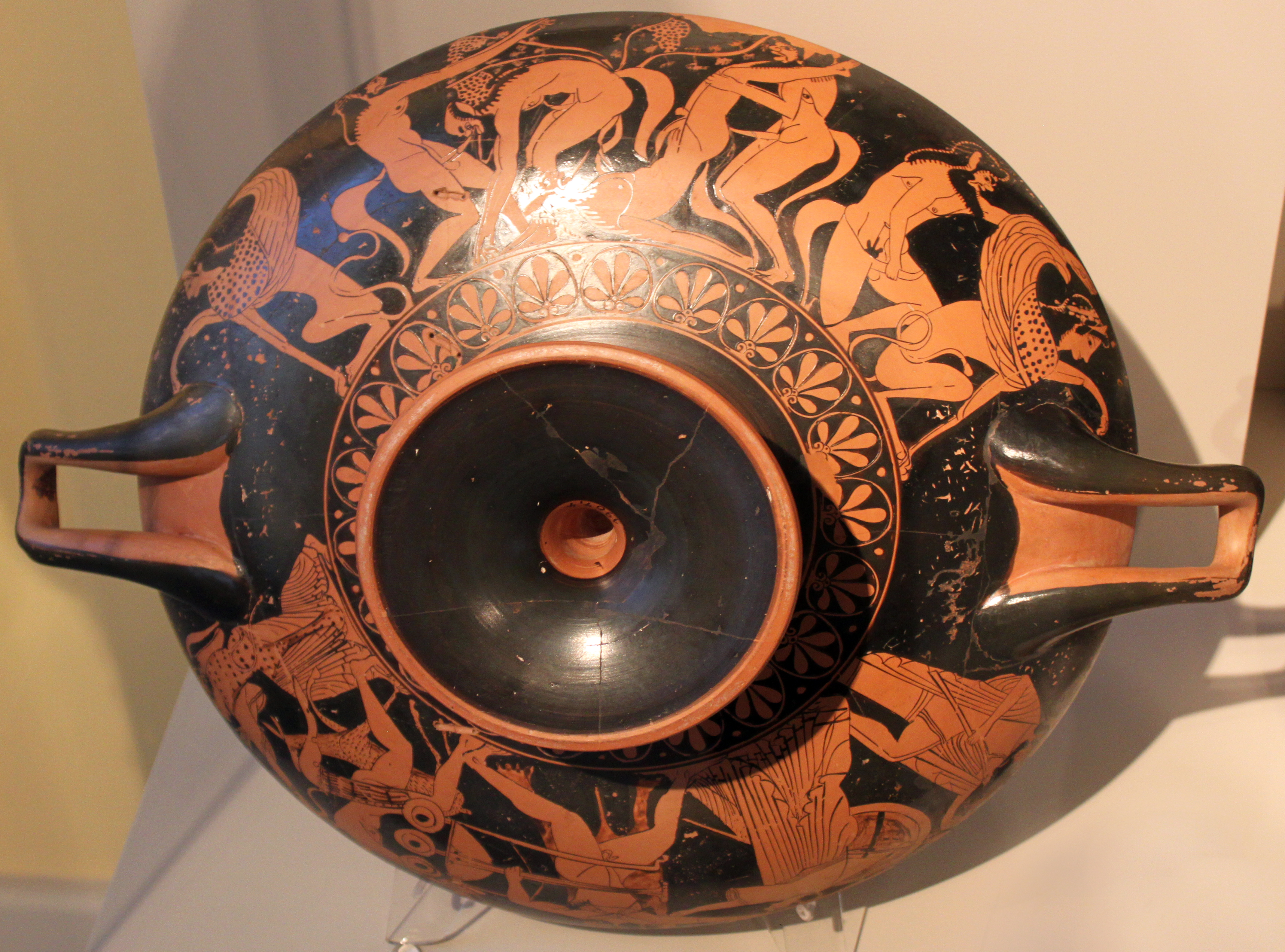
Cílica desde abajo.

Kílix (en griego antiguo: κύλιξ, en latín: cylix) es una copa de vino de cerámica utilizada en la antigüedad. Se le conoce como vaso, especialmente en la cerámica griega. Es una de las formas más comunes en la cerámica griega, con más de 30 variedades.En la investigación moderna, la palabra «copa» se utiliza a menudo para referirse al kílix.
Algunos tipos de kílices tienen nombres propios con etimología propia. Una de estas variedades es la copa Comasta, donde comasta se refiere al nombre del tipo de figuras de borrachos pintadas en ellas, característico del estilo. Otro tipo con un nombre singular es la copa de Siana, que debe su nombre al yacimiento de Rodas donde se encontró originalmente. La última variedad importante con un nombre específico es la copas de los pequeños maestros, que se traduce del alemán y hace referencia a la pequeña escala de sus adornos.

## Historia y uso
Es uno de los varios nombres antiguos para vasos para beber. Hoy en día, el término se usa de forma más restringida para referirse al tipo de vaso descrito aquí. El Fue uno de los tipos de vasos más populares en la cerámica griega, y también se ha considerado el más refinado de todos. Los kílices se produjeron principalmente desde el período arcaico, desde aproximadamente el 575 a. C. hasta el período clásico, alrededor del 350 a. C. Este tipo fue particularmente popular desde finales del siglo V
La cílica posiblemente se basó en prototipos protogeométricos. Las primeras formas fueron primero las llamadas copas comastas (la forma dominante a principios del siglo VI a. C.), luego las copas de Siana (c. 575-550 a. C.) y después las copas de los pequeños maestros (c. 550-525 a. C.), como las copas de banda y de labios, así como las copas Droop, Gordion y Kassel. Para el período arcaico tardío, 525-480 a. C., los principales tipos de kílix se habían convertido en los tipos A, B y C. En el período clásico, en el siglo VI a. C., su importancia disminuyó, y otros recipientes para beber, como el escifo y el cántaros, surgieron junto con él. Por otro lado, se desarrollaron nuevas formas de kílix, como el kílix sin tallo.
Parece referirse en la antigüedad a la forma característica ancha y corta del recipiente y puede haber hecho referencia a muchos tipos de recipientes para beber.
Como el principal uso de este tipo de copa se daba en los simposios, a menudo se decoraban con escenas mitológicas o de amor heterosexual o pederástico, u orgías, que no se hacían visibles hasta que el asistente apuraba el contenido de la cílica. Abundaban las representaciones de Dioniso, dios del vino, y sus sátiros. donde el conjunto de kílices podría coincidir con las cráteras, que son los recipientes para mezclar y diluir el vino. Estos simposios incluían diversos recipientes para la preparación y consumo de vino .
Uno de esos temas es el de la navegación, que a menudo adorna embarcaciones mixtas a finales del siglo VI a. C.; los barcos y otras escenas marítimas eran populares, ya que se hacían comparaciones entre los simposios y la navegación en la literatura de la época. Otros temas incluirían diseños humorísticos, incluso en la base de la copa, como los genitales masculinos en la copa Bomford, un kílix de finales del siglo VI a. C.
En los simposios, el proceso de mezclar el vino lo completaba un maestro de ceremonias y luego lo pasaba de mano en mano un joven esclavo. Se cree que la mezcla del vino y los pequeños recipientes para beber posiblemente eran un esfuerzo para permitir que un invitado disfrutara su vino, pero también para evitar un escándalo de borrachera, al fomentar la moderación y reducir el contenido de alcohol. Por lo tanto, la forma del kílix pudo haber sido ideal no solo para exhibir arte, sino también para las posiciones reclinadas en las que los hombres se sentaban o se acostaban mientras bebían en los simposios. Su forma corta y ancha permitía beber reclinado con mínimo riesgo de derrames. Las asas permitían a los invitados jugar al cótabo, en el que un invitado ponía su dedo índice derecho en una de las asas e intentaba arrojar lo último de su vino a un objetivo, a menudo un recipiente sobre un pedestal o flotando en una piscina, con el fin de ganar un premio. Las kílices se usaban como copas de vino, especialmente en simposio o festines. En aquella época, también se usaban para jugar al cótabo. Eran los recipientes para beber más personales y probablemente los que se rompían a menudo, por lo que también debían reemplazarse con mayor frecuencia. Al mismo tiempo, sus formas cambiaron bastante con el tiempo.

## Forma y tipos
Es una copa de vino ancha y relativamente poco profunda, generalmente con un tallo alto y delgado. Sin embargo, a veces el tallo no tiene pie. La copa tiene dos asas horizontales, colocadas simétricamente en lados opuestos, que se curvan hacia arriba.>
Su tamaño varía considerablemente, con diámetros que oscilan entre los 12 y los 46 cm. La base interior redonda y casi plana, el tondo, es el principal lugar donde se exponen sus pinturas decorativas. Las ilustraciones suelen ser simposiacas o eróticas, y en muchos casos su objetivo era entretener e incluso divertir a los invitados, ya que la imagen se hacía visible gradualmente a medida que desaparecía el vino. El friso, en el exterior del kílix, está decorado con pinturas que a menudo representan algún tema mitológico.
Los numerosos tipos diferentes de kylix se pueden dividir en tres grupos según su perfil:

### Grupo 1
En las del Grupo 1, el labio, el cuerpo y el pie del vaso se distinguen claramente entre sí.

#### Copa Comasta
La copa Comasta tiene un labio bajo y saliente y un pie corto y rechoncho. Este tipo es el primero de la cerámica ática que se atribuye a un pueblo real. Su origen se atribuye a la cerámica corintia. El tipo toma su nombre del hecho de que la decoración del exterior suele representar comos, o juerguistas bulliciosos, a menudo en grupos de dos o tres. El interior no está decorado.

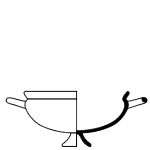
Forma de la copa Comasta, por dentro y por fuera.
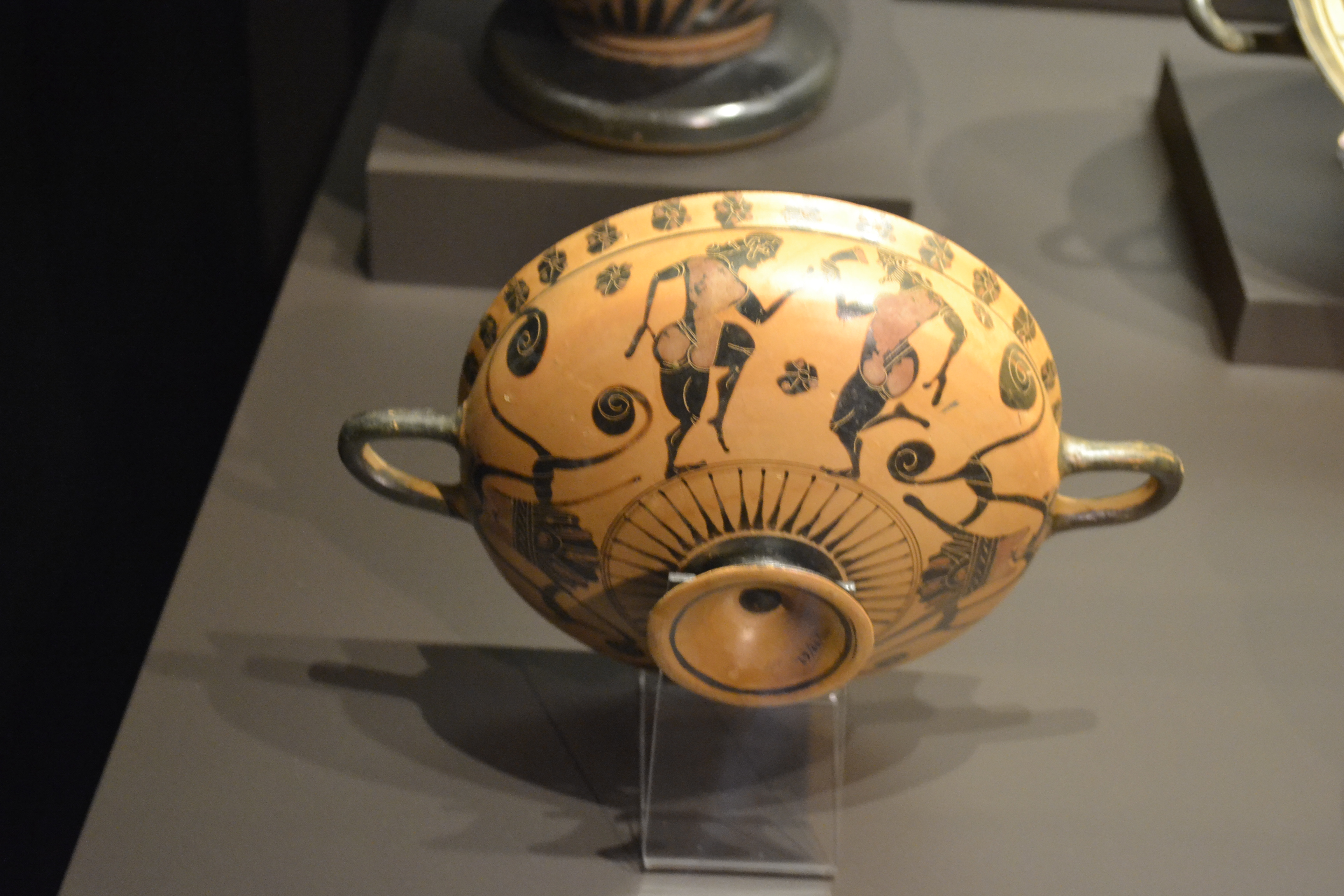
Copa Comasta, c. 580–575 a. C.
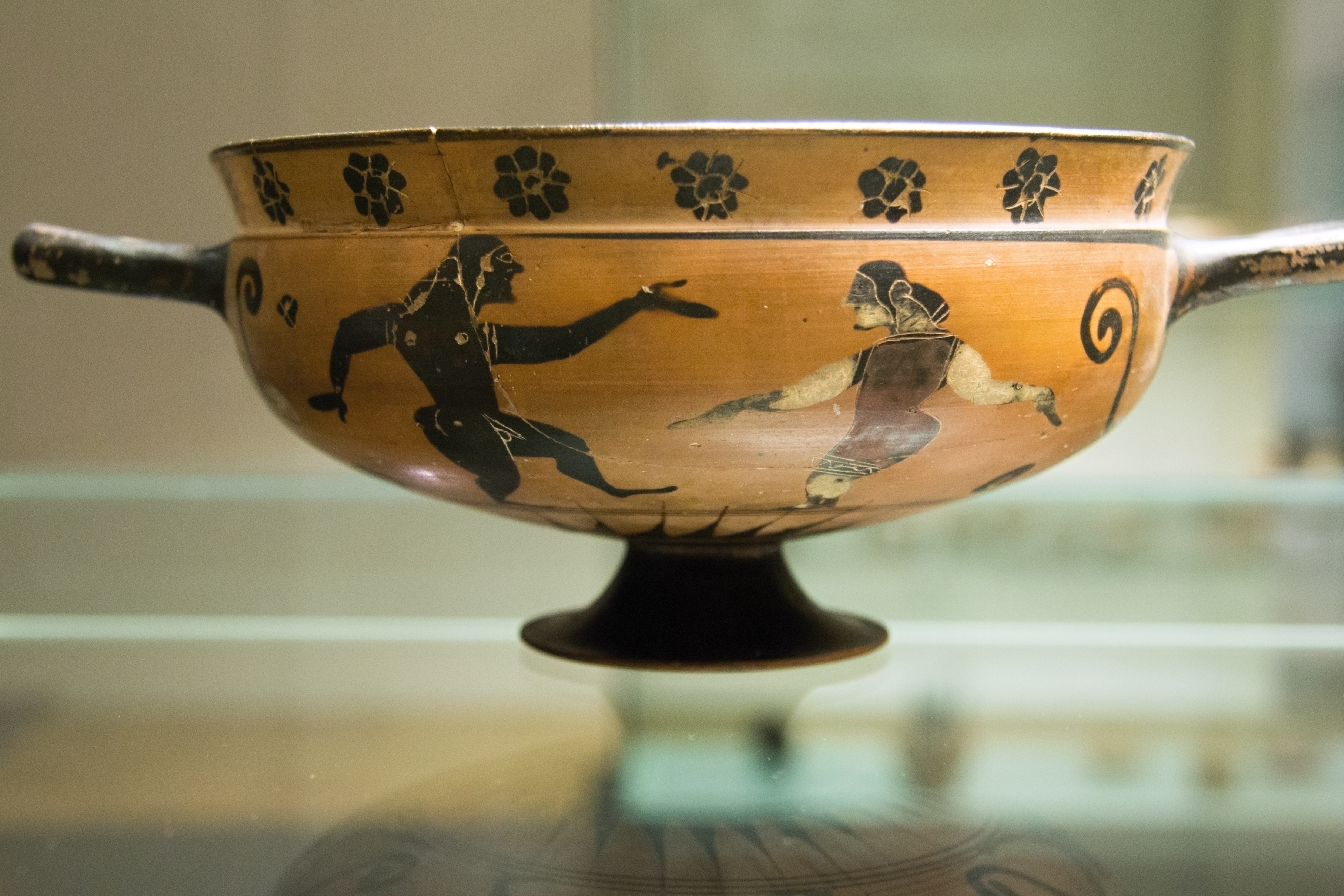
Copa Comasta, c. 580–570 a. C.
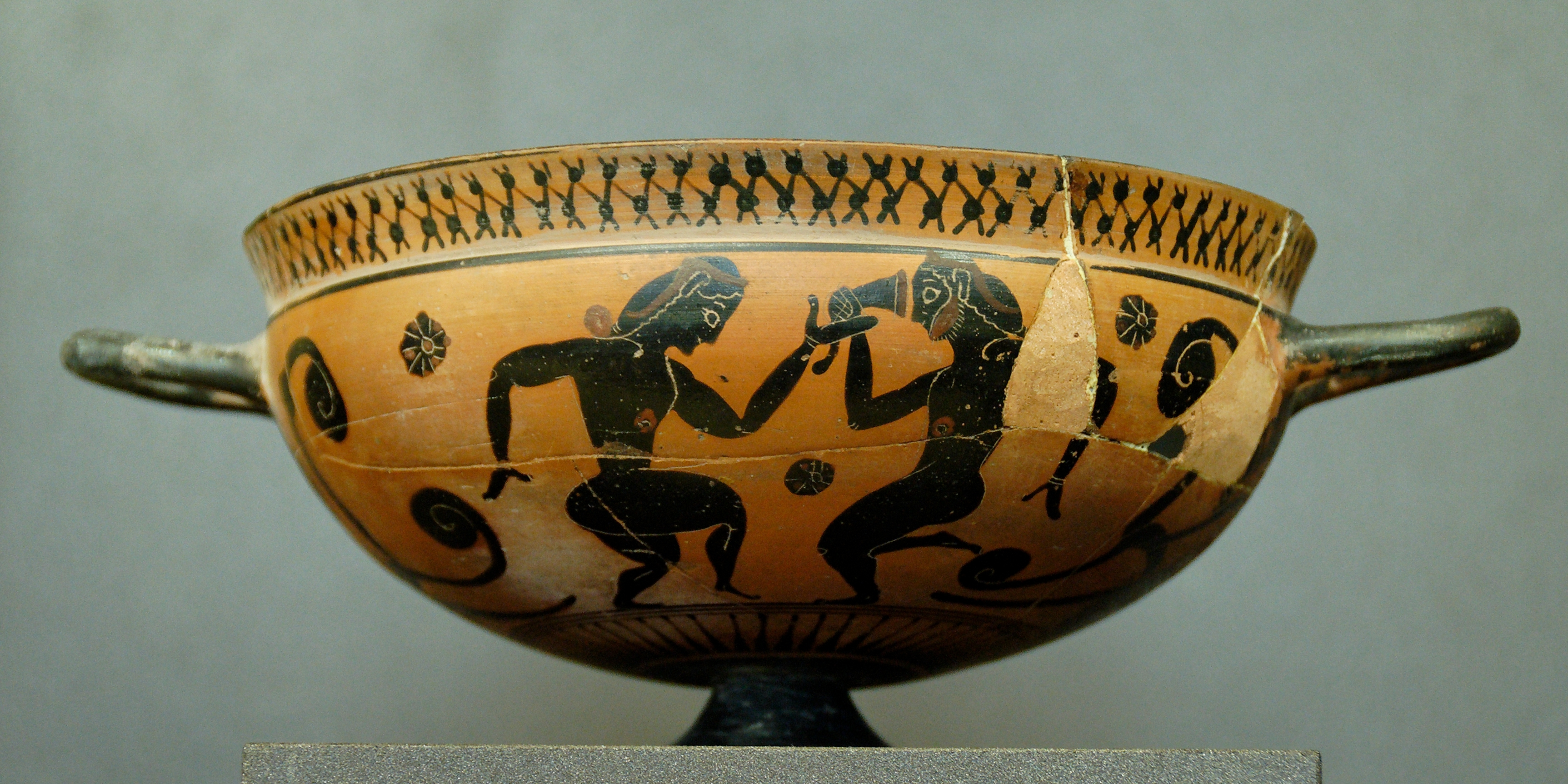
Komastes-malja, n. 560 eaa.

#### Copa de Siana
La copa de Siana es un tipo derivado de la copa Comastas, con un labio y una base más altos. Otra diferencia radica en que tanto el interior como el exterior están decorados. Así es como se originó la decoración de los tondos de las cílicas. En el exterior se presentan dos tipos de decoración. Alguns copas presentan dos bandas de imágenes: una en el labio, que a menudo presenta un motivo floral, y la otra en el cuerpo. En otros, una sola banda de imágenes cubre tanto el labio como el cuerpo. Este tipo dominó entre el 575 y el 550 a. C. Recibe su nombre de Siana (Rodas), donde se encontraron las primeras representantes conocidas del tipo.

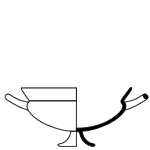
Forma de la copa de Siana, por fuera y por dentro.
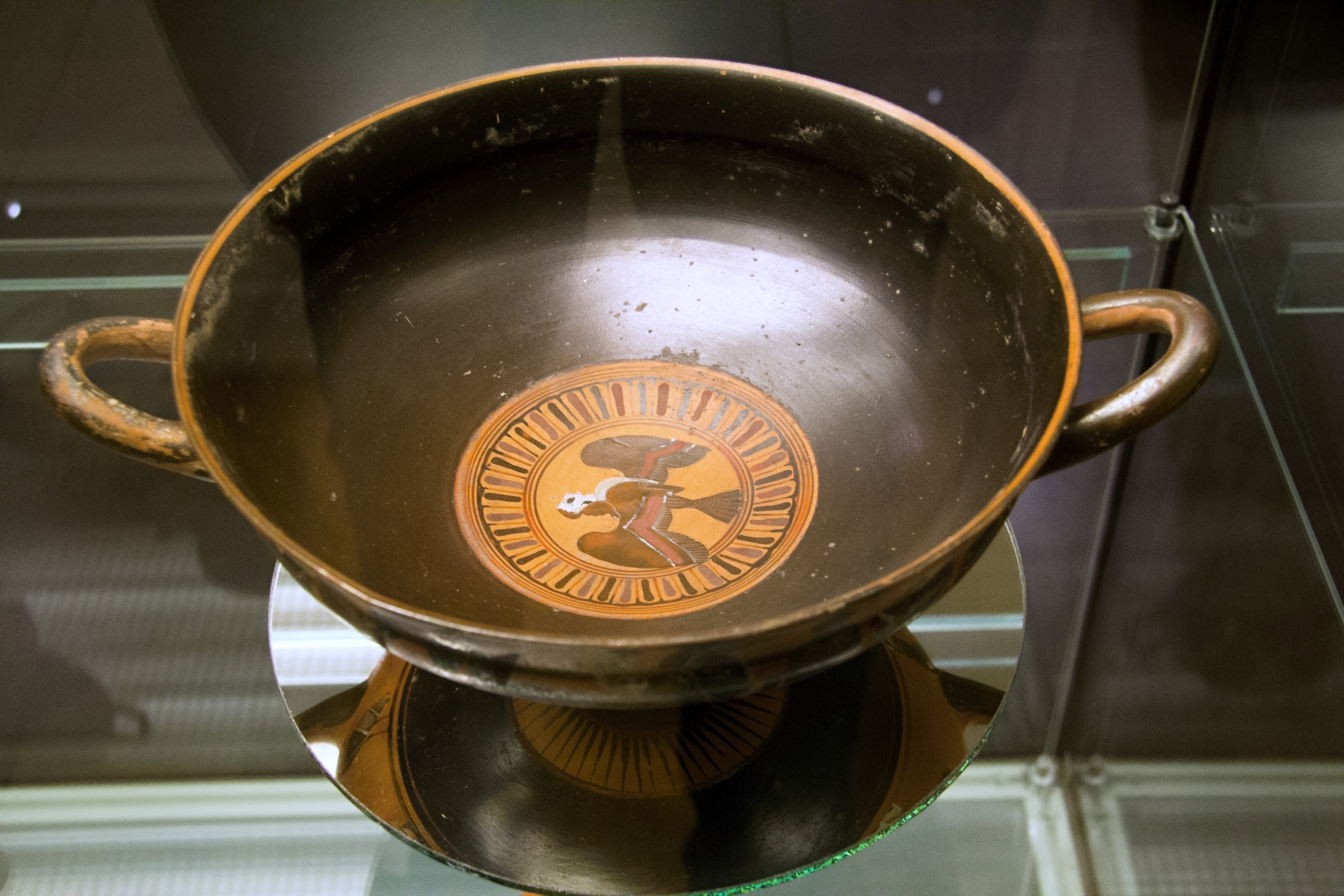
Copa de Siana, c. 575–550 a. C.
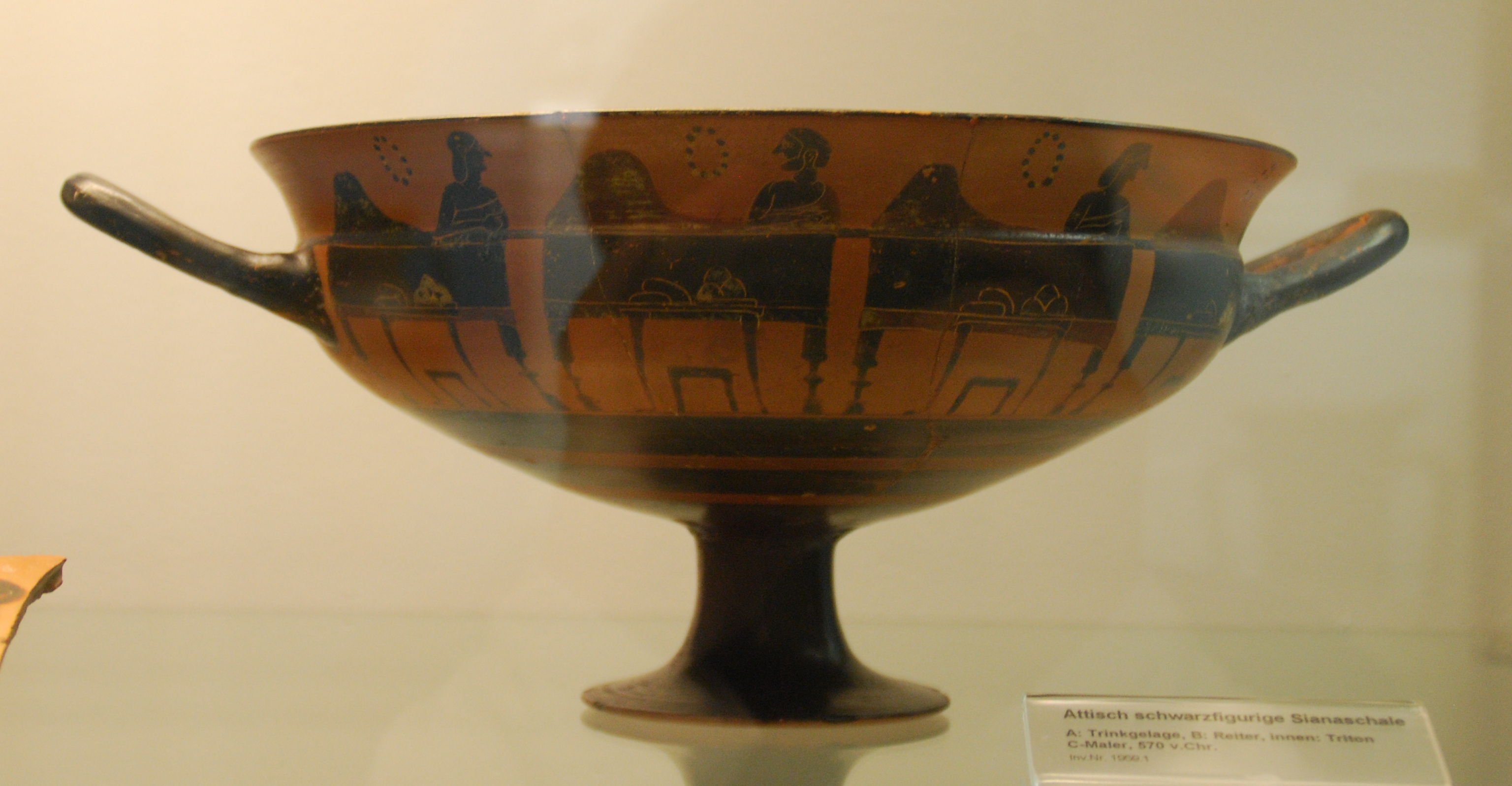
Copa de Siana, c. 570 a. C.
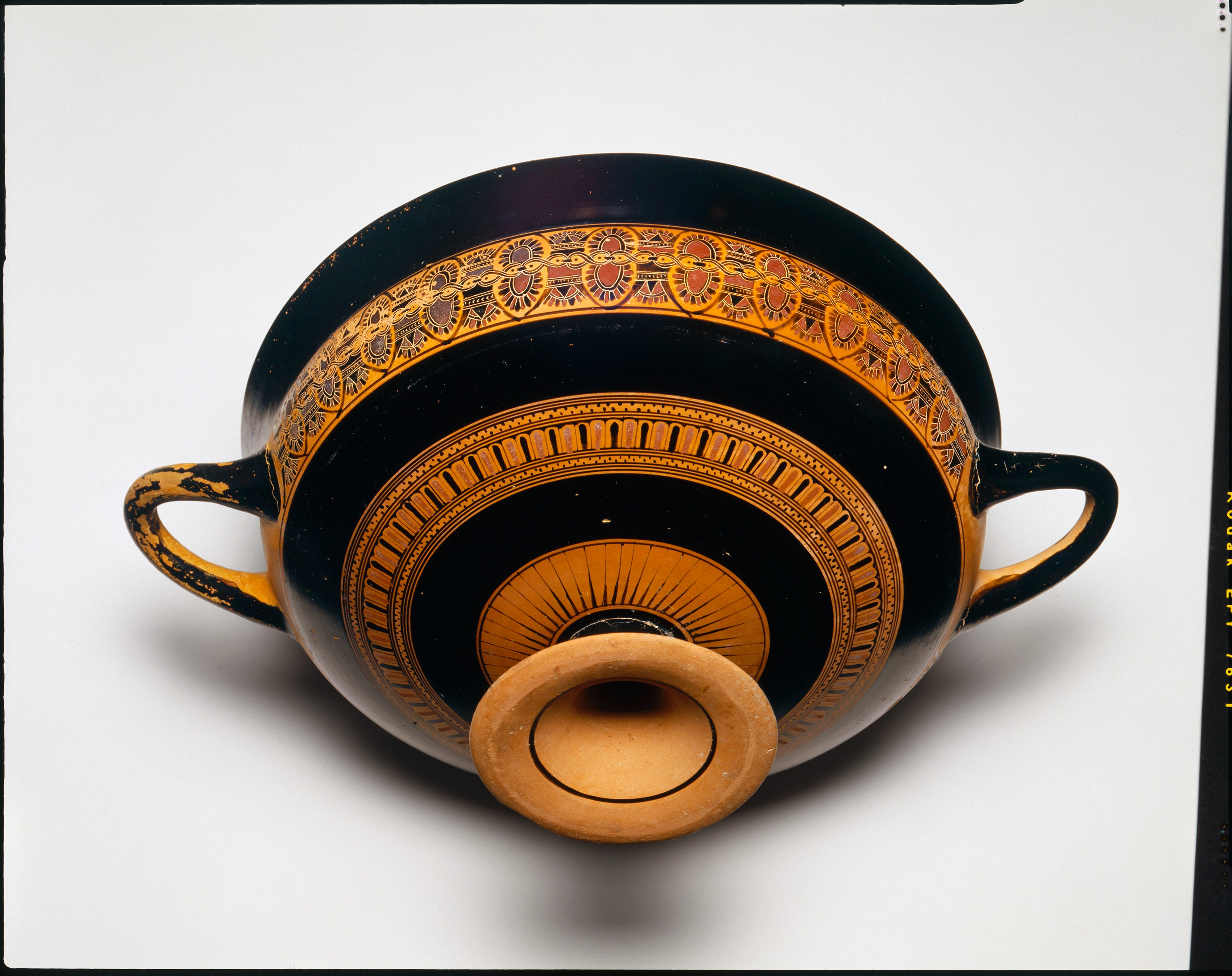
Copa de Siana, c. 560–550 a. C.

#### Copa de labios
Las copas de labios reciben su nombre porque presentan un motivo decorativo pintado en el labio saliente del kílix. También existen labios sin decoración. El pie es alto y tiene una base ancha. Los labios son un tipo de copas de los pequeños maestros. Derivan de las copas de Siana.

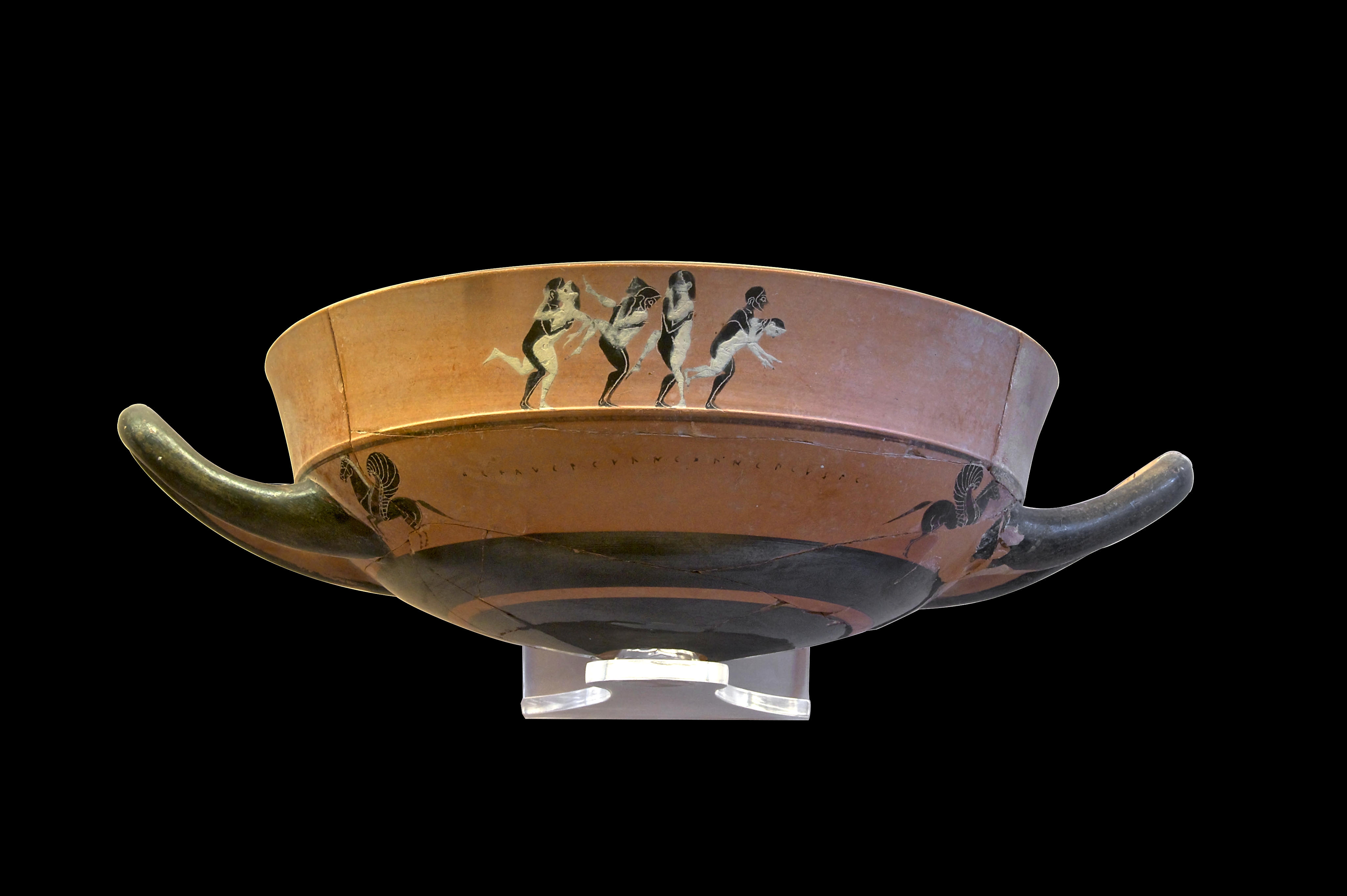
Copa de labios, c. 550–540 a. C.
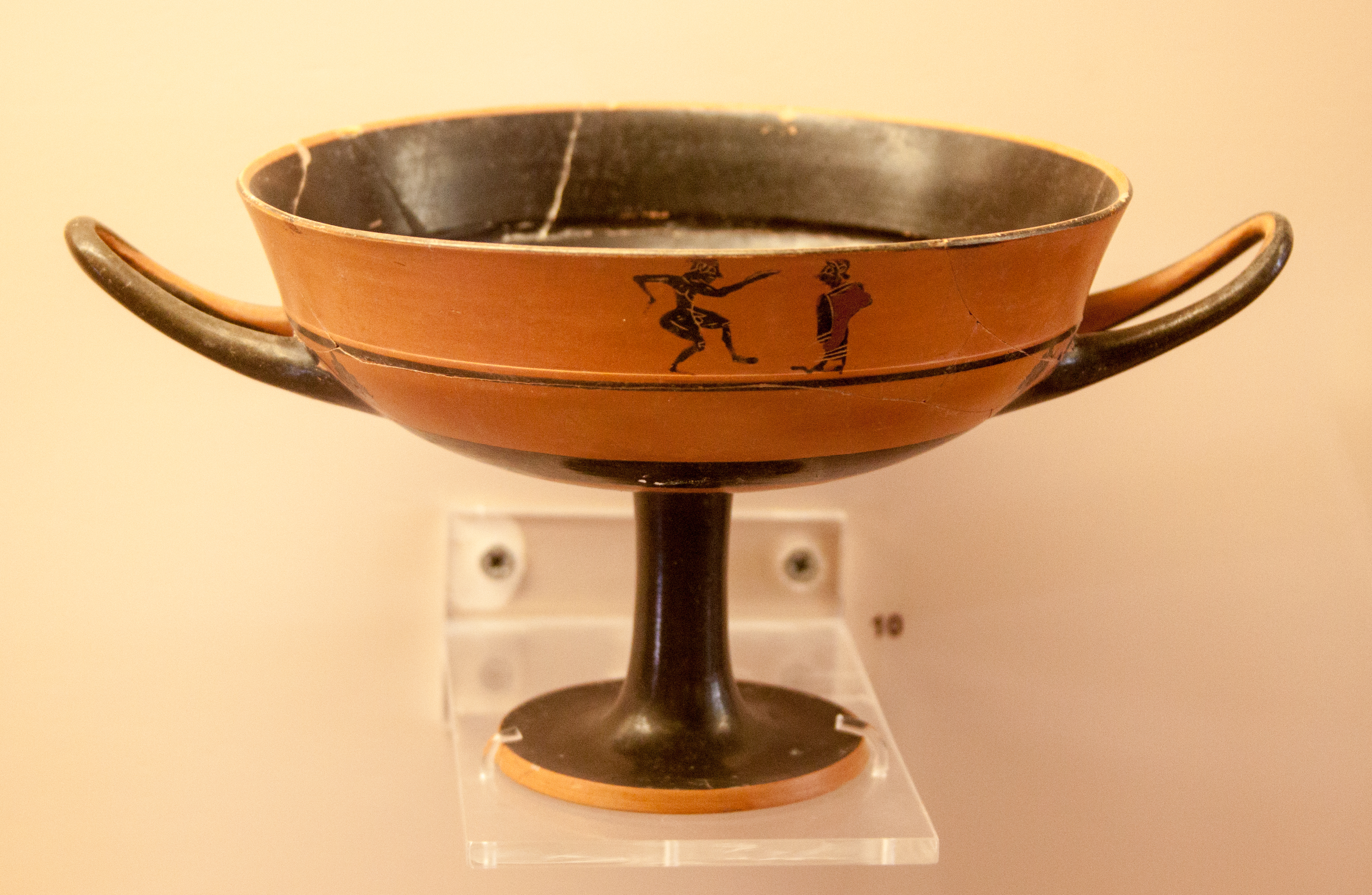
Copa de labios, c. 550–525 a. C.
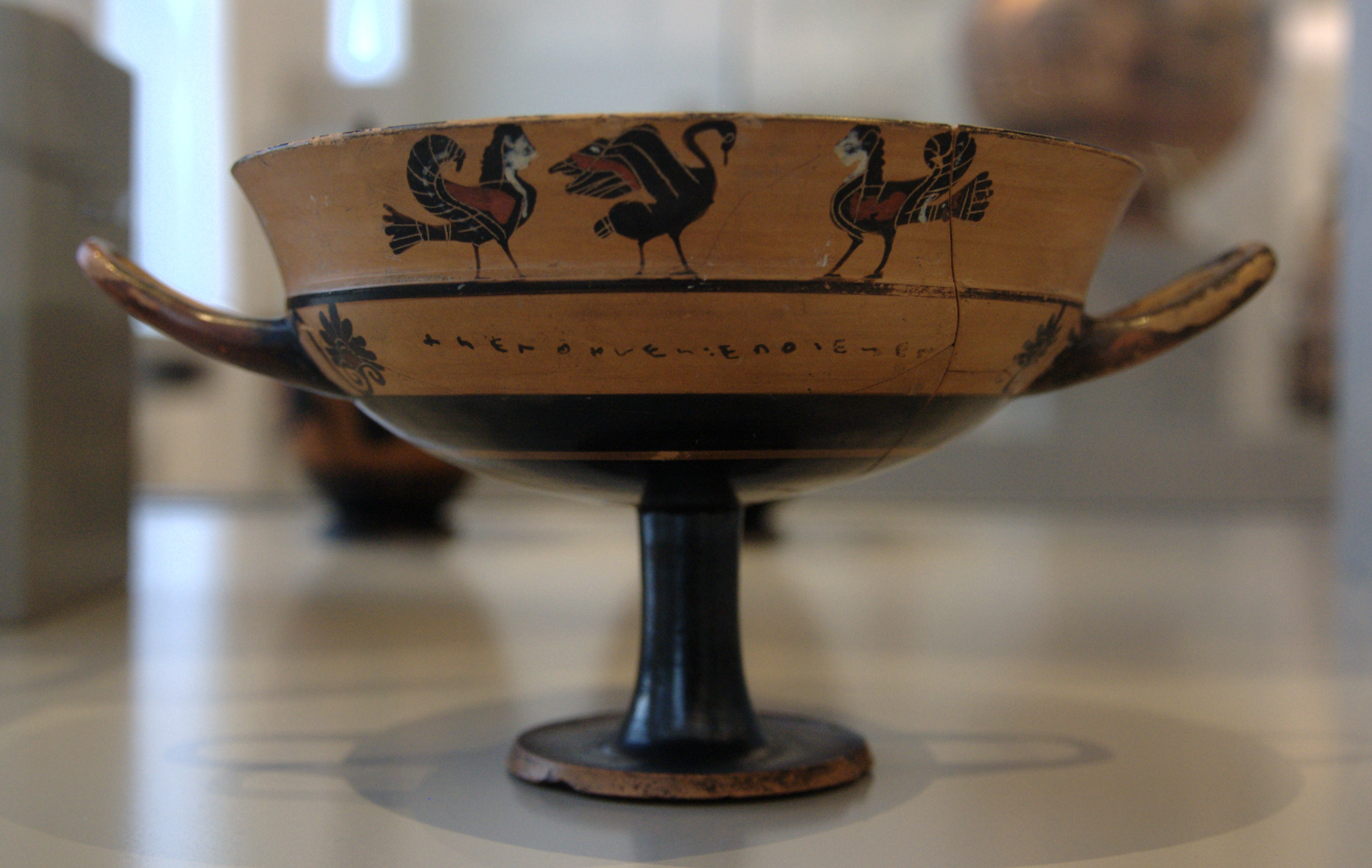
Copa de labios, c. 540–530 a. C.
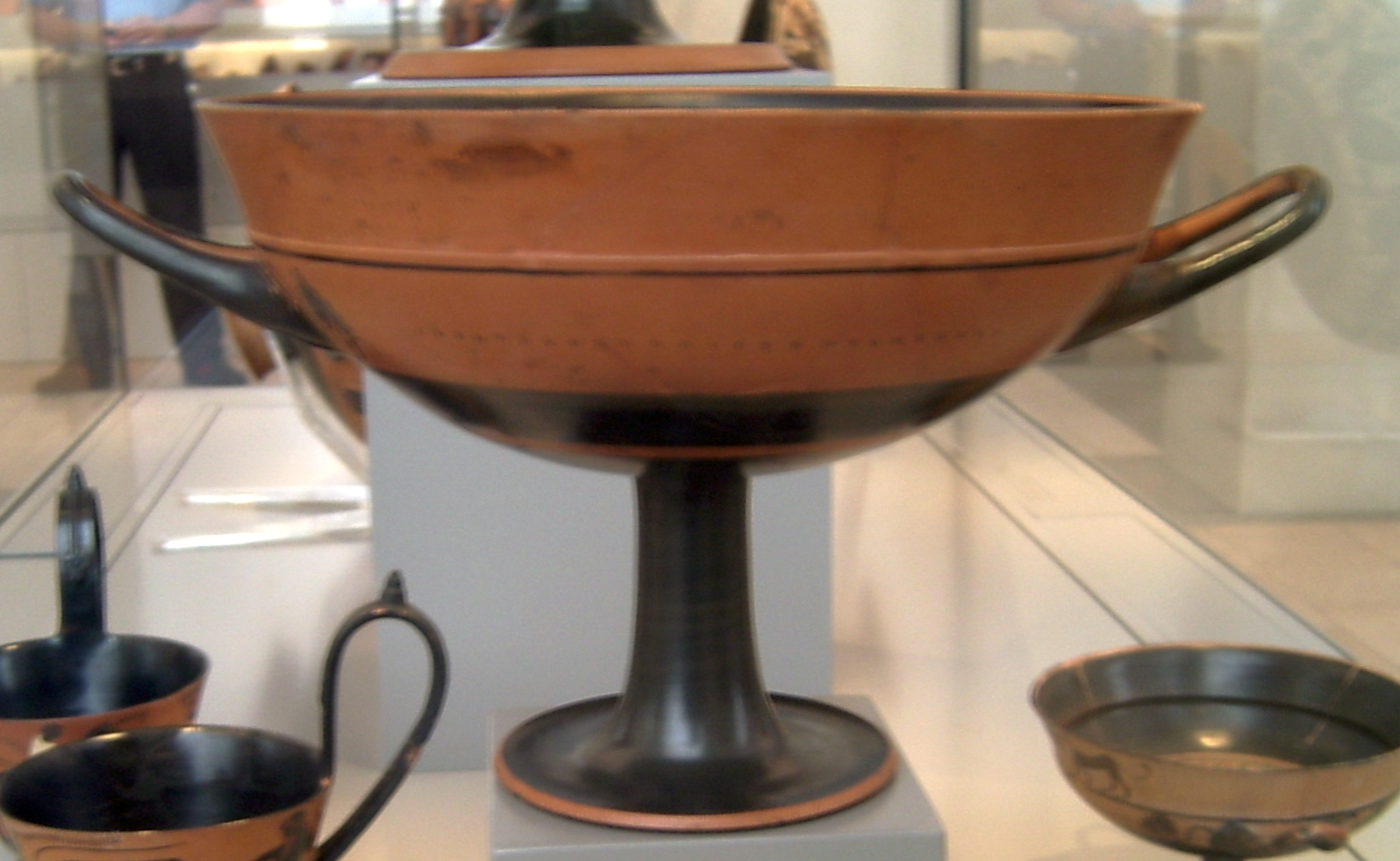
Copa de labios, c. 540–530 a. C.

#### Copa Droop
una copa Droop tiene un borde cóncavo y una base alta. La parte inferior del borde está decorada con bandas pictóricas. Las Copa Droop son un tipo de copas de los pequeños maestros. Su nombre se debe a John Percival Droop, quien estudió estas copas.

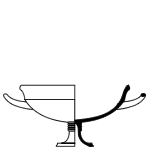
Copa Droop por fuera y por dentro.
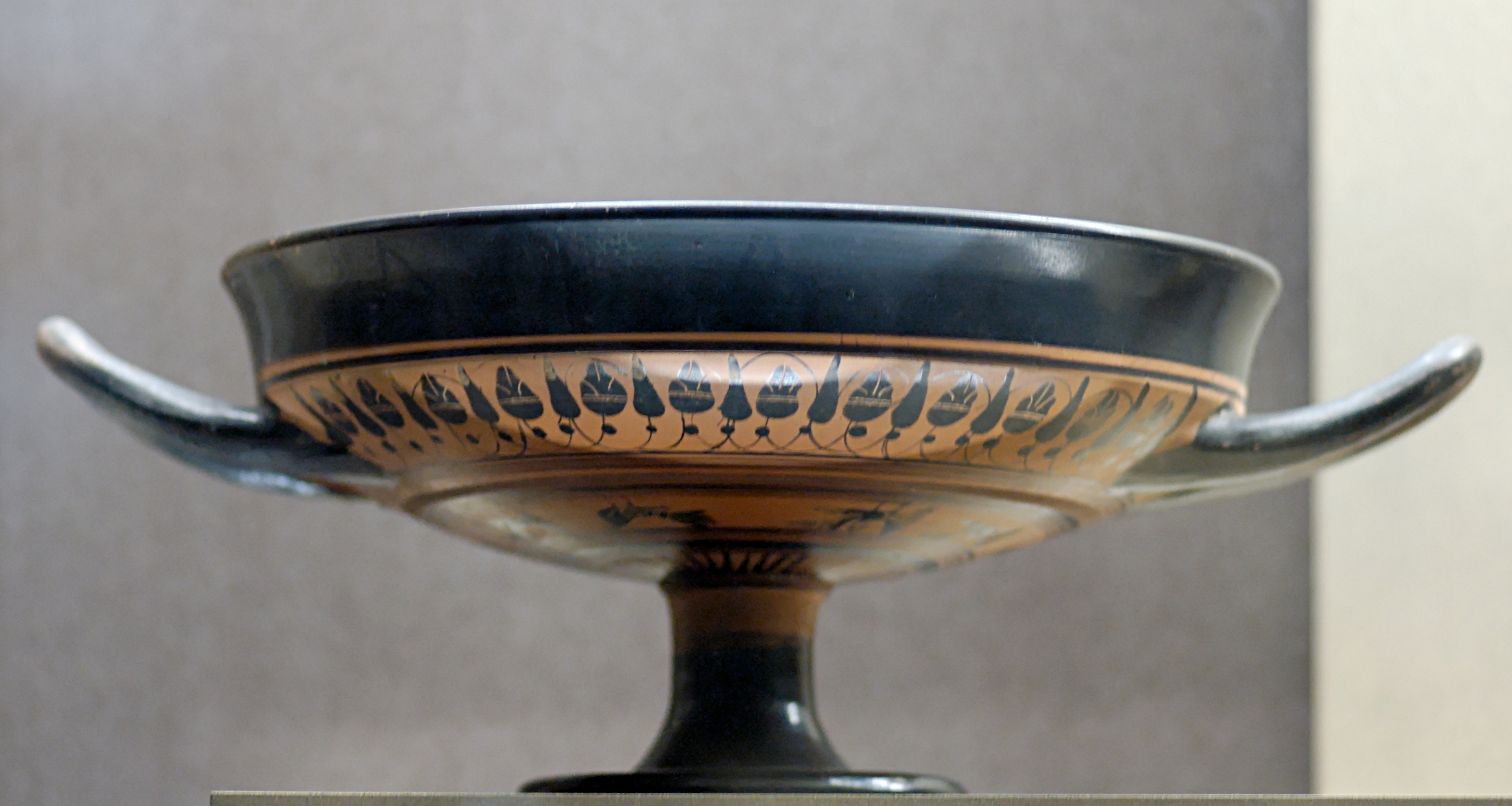
Copa Droop, c. 550–530 a. C.
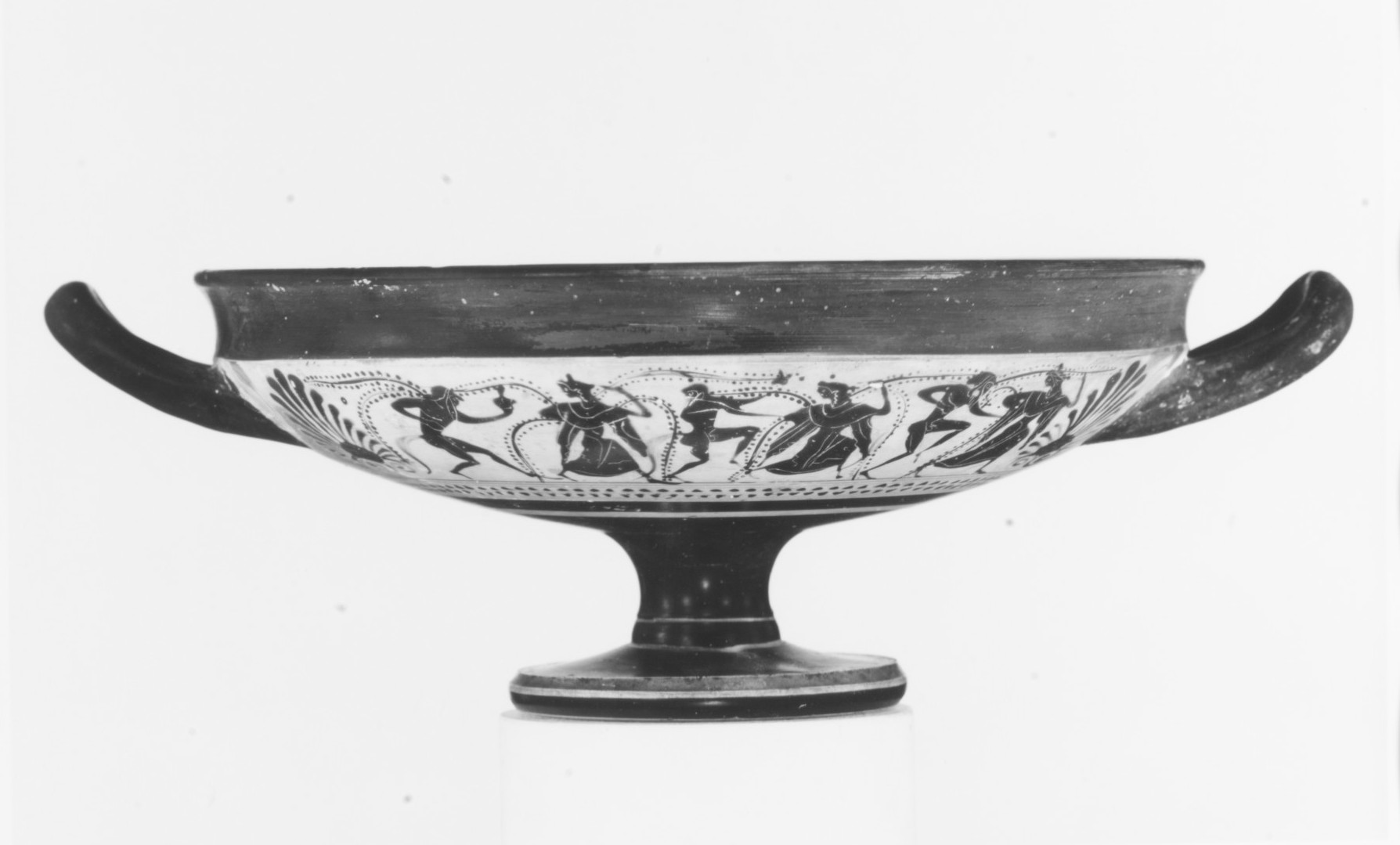
Copa Droop, 500 a. C.
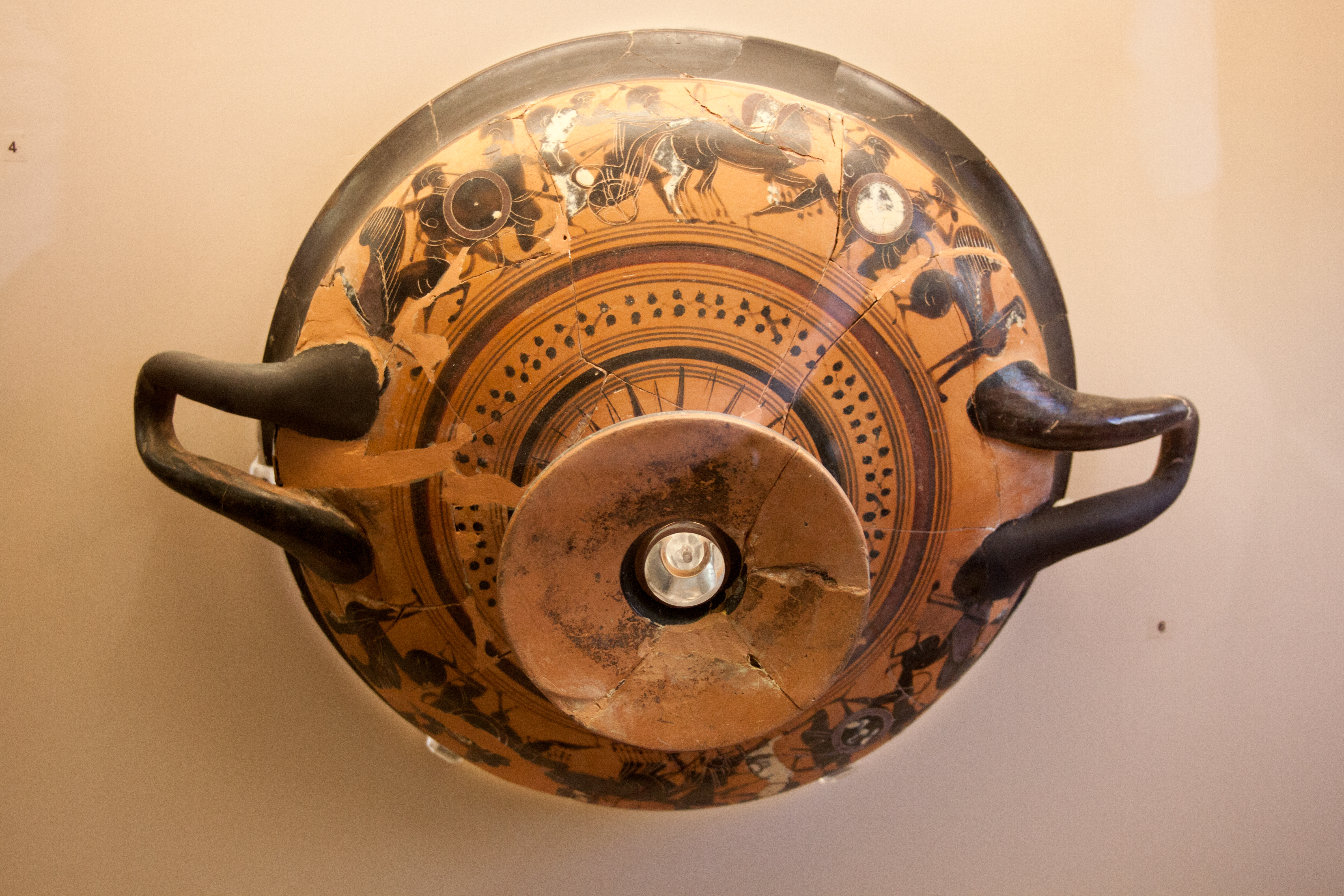
Copa Droop, c. 540–520 a. C.

#### Copa de Gordio
Las copas de Gordio son un tipo de cuenco con labio y también un tipo de copa de los pequeños maestros. Son los cuencos más antiguos y pequeños de este tipo. Presentan un labio recto pintado de negro y claramente separado del cuerpo. El pie es más bajo que en la copa de labios. Este tipo se originó alrededor del 565-540 a. C. Recibe su nombre de la ciudad de Gordio en Frigia, donde se encontró el primer representante conocido del tipo.

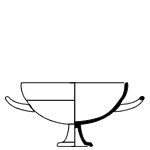
La forma  de la copa de Gordio por fuera y por dentro.

### Grupo 2
En las cíclicas del Grupo 2, el labio y el cuerpo del vaso forman un arco continuo de perfil desde el borde hasta la base del pie, pero este último sobresale por separado.

#### Tipo A
El tipo A se desarrolló alrededor del 550-525 a. C. El labio no se distingue del resto del cuerpo. El pie, que sí se distingue del cuerpo, es relativamente corto y ancho. Los kílices  solían decorarse con estilo de figuras negras, pero también se conocen cílicas decoradas con figuras rojas y pintura bilingüe. El tipo dejó de usarse a principios del siglo V a. C. al mismo tiempo que la el estilo de figuras negras pasó de moda. Uno de los kílices de tipo A más conocidas es la llamada Copa de Dioniso, que, como muchas otras copas de tipo A, se asemeja a una copa de ojos en cuanto a su decoración exterior.

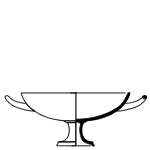
Forma de un kílix tipo A desde el exterior y el interior.
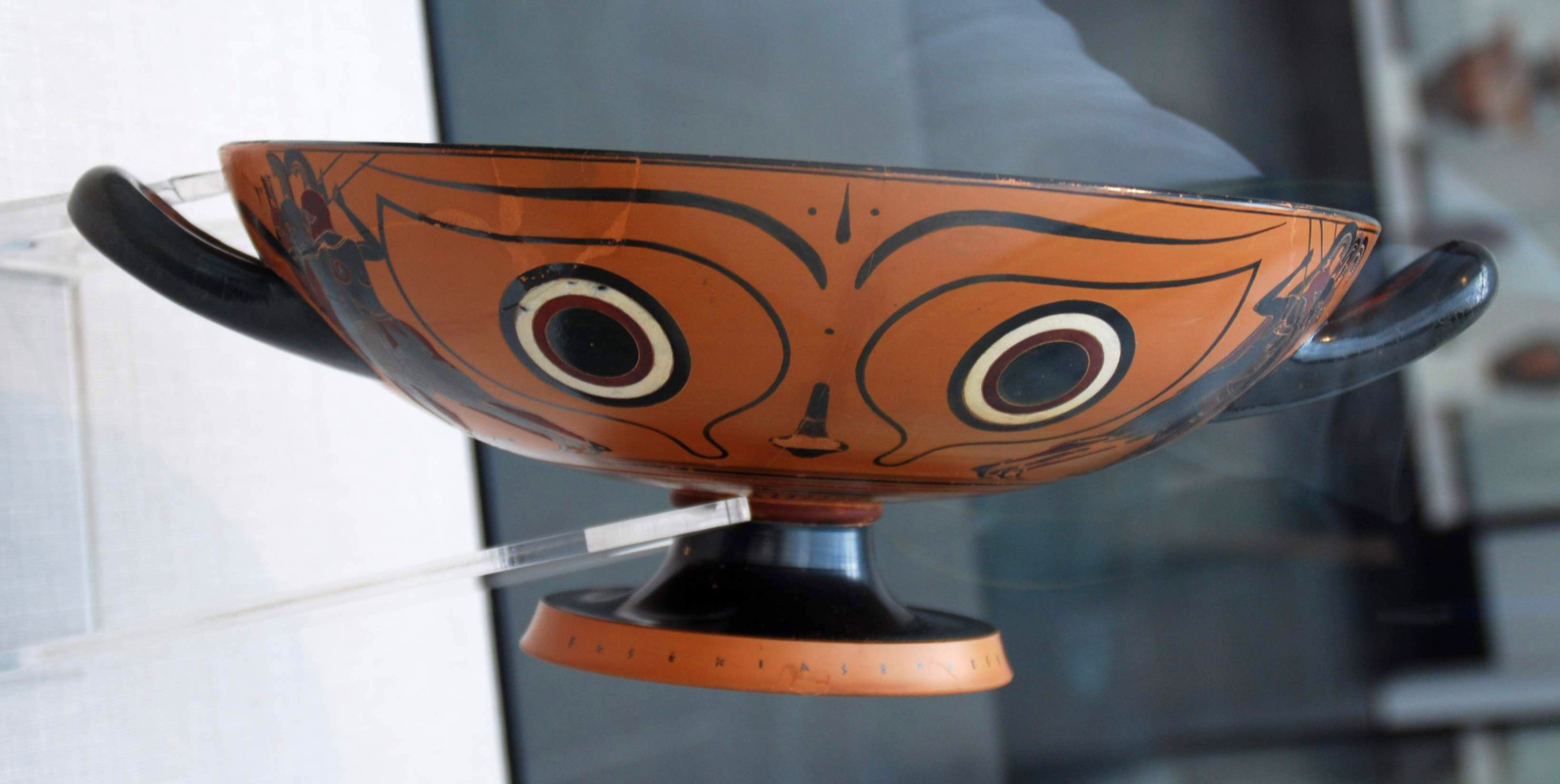
Copa de Dioniso, c. 540 a. C.
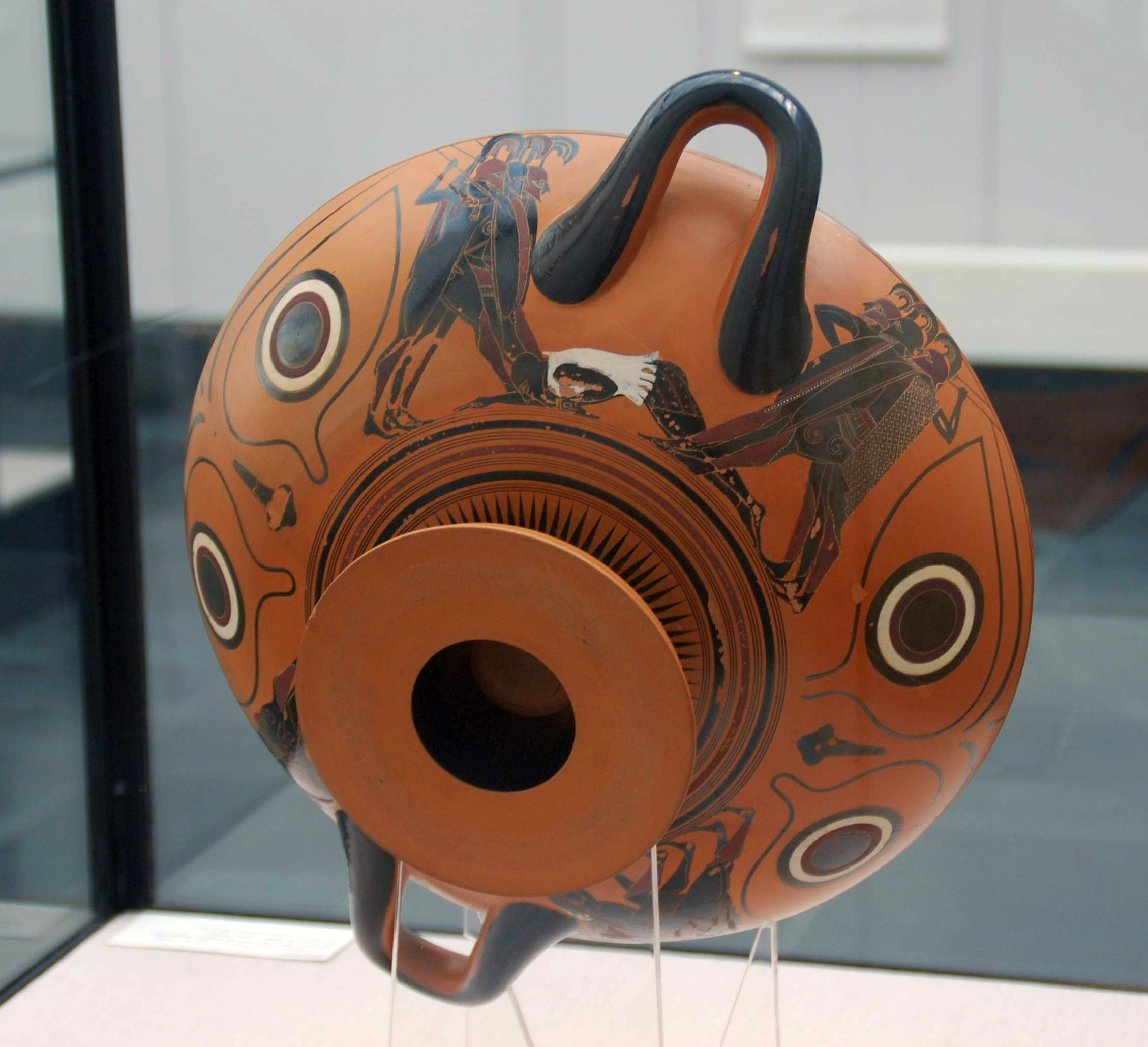
Base  la copa de Dioniso.
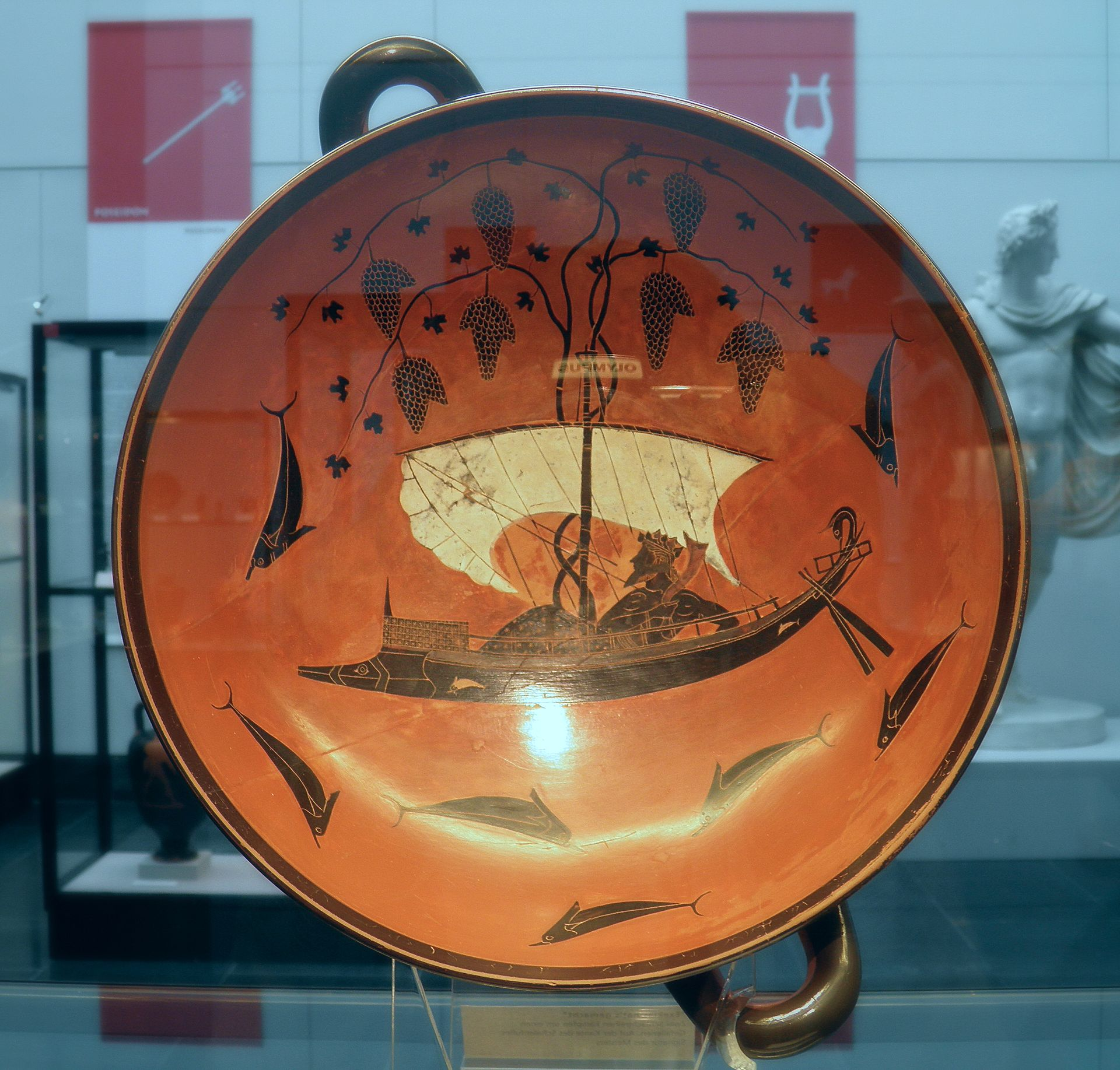
Tondo de la copa de Dioniso.

#### Copa de bandas
Las copas de bandas reciben su nombre porque un motivo decorativo similar a una banda recorre su cara exterior, a la altura de las asas. Por lo demás, se pintan de negro. Son un tipo de copas de los pequeños maestros.

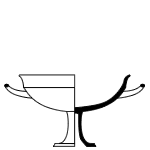
Forma de la copa de bandas por fuera y por dentro.
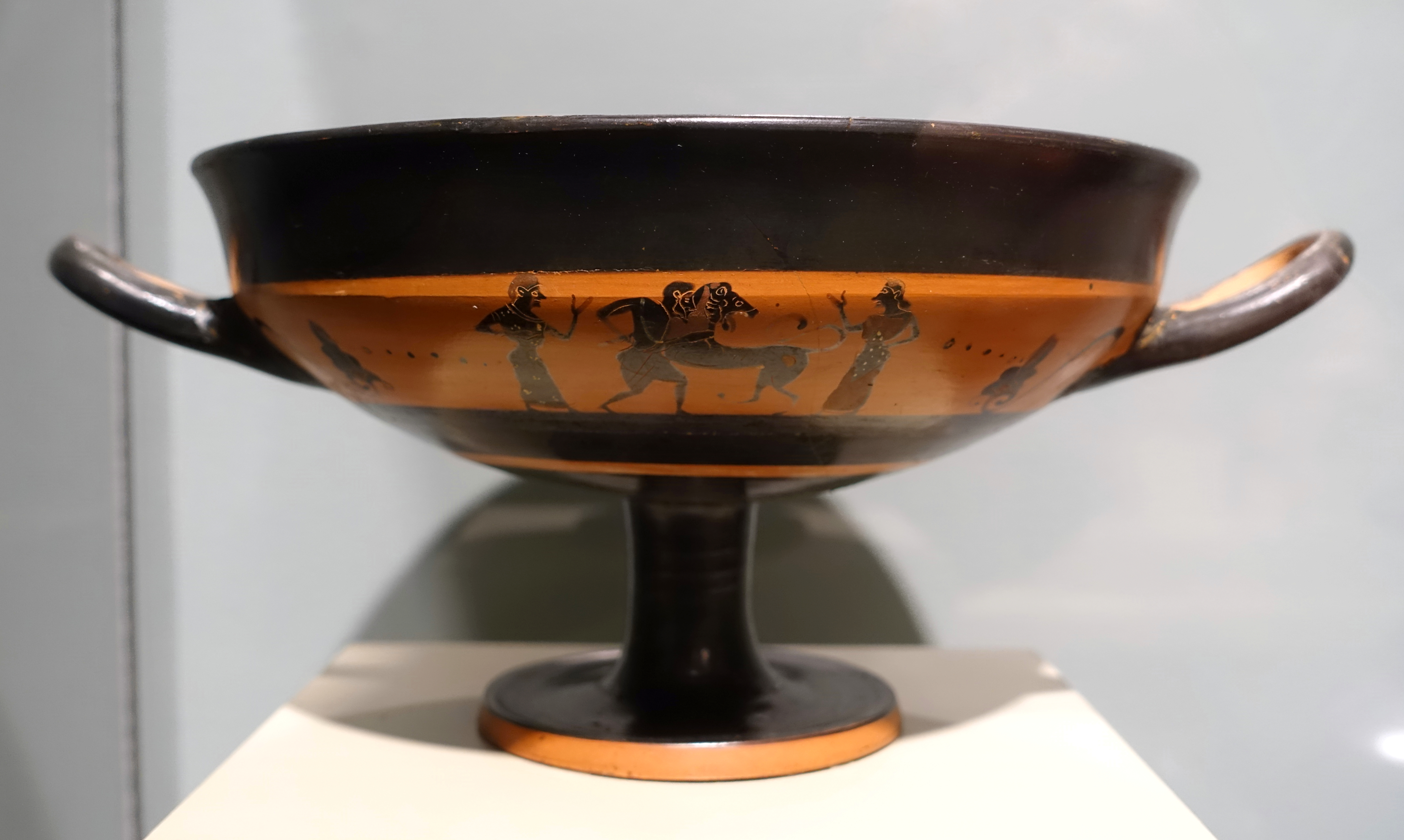
Copa de bandas, c. 560–530 a. C.
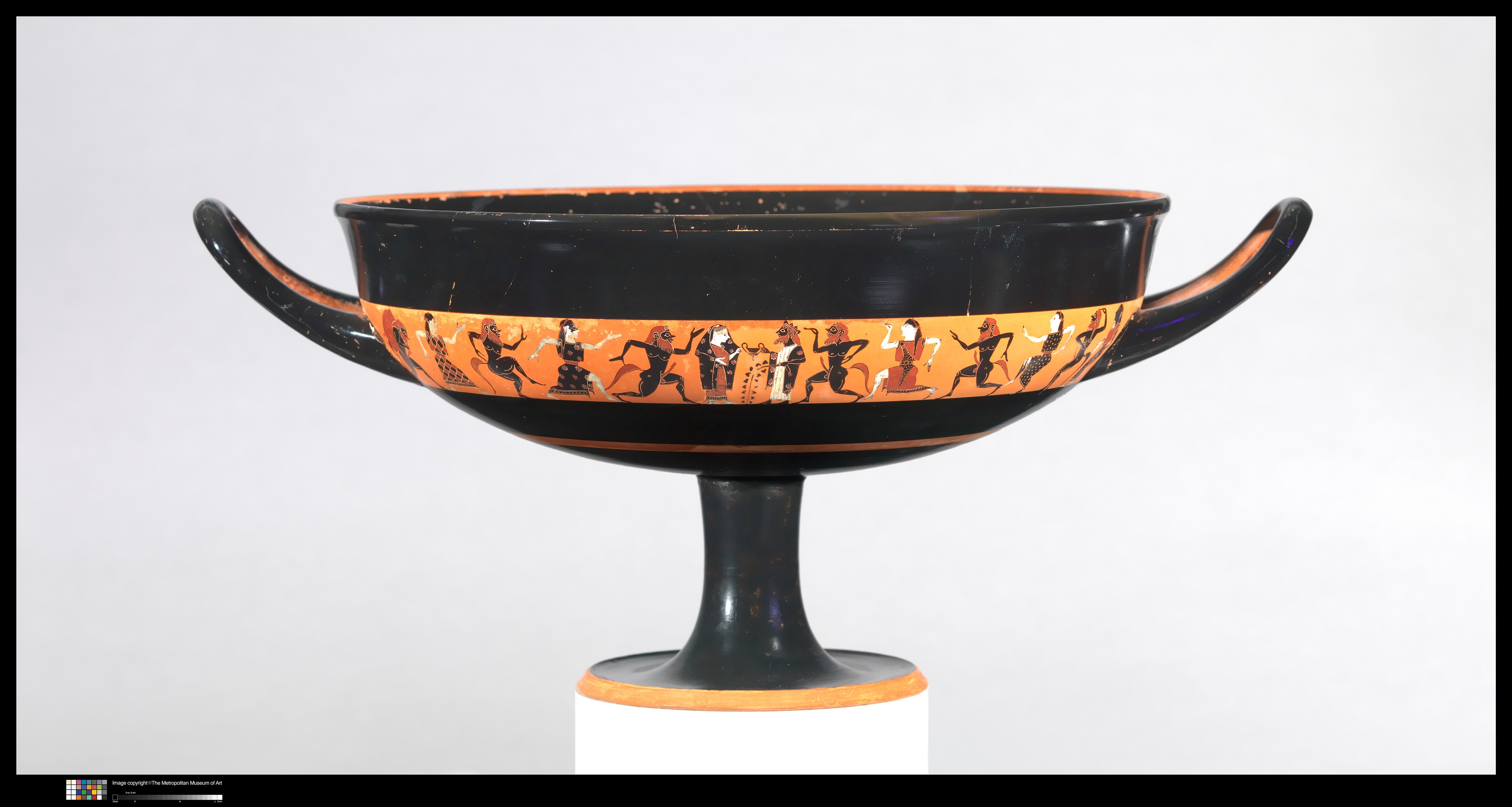
Copa de bandas, c.,  550 a. C.
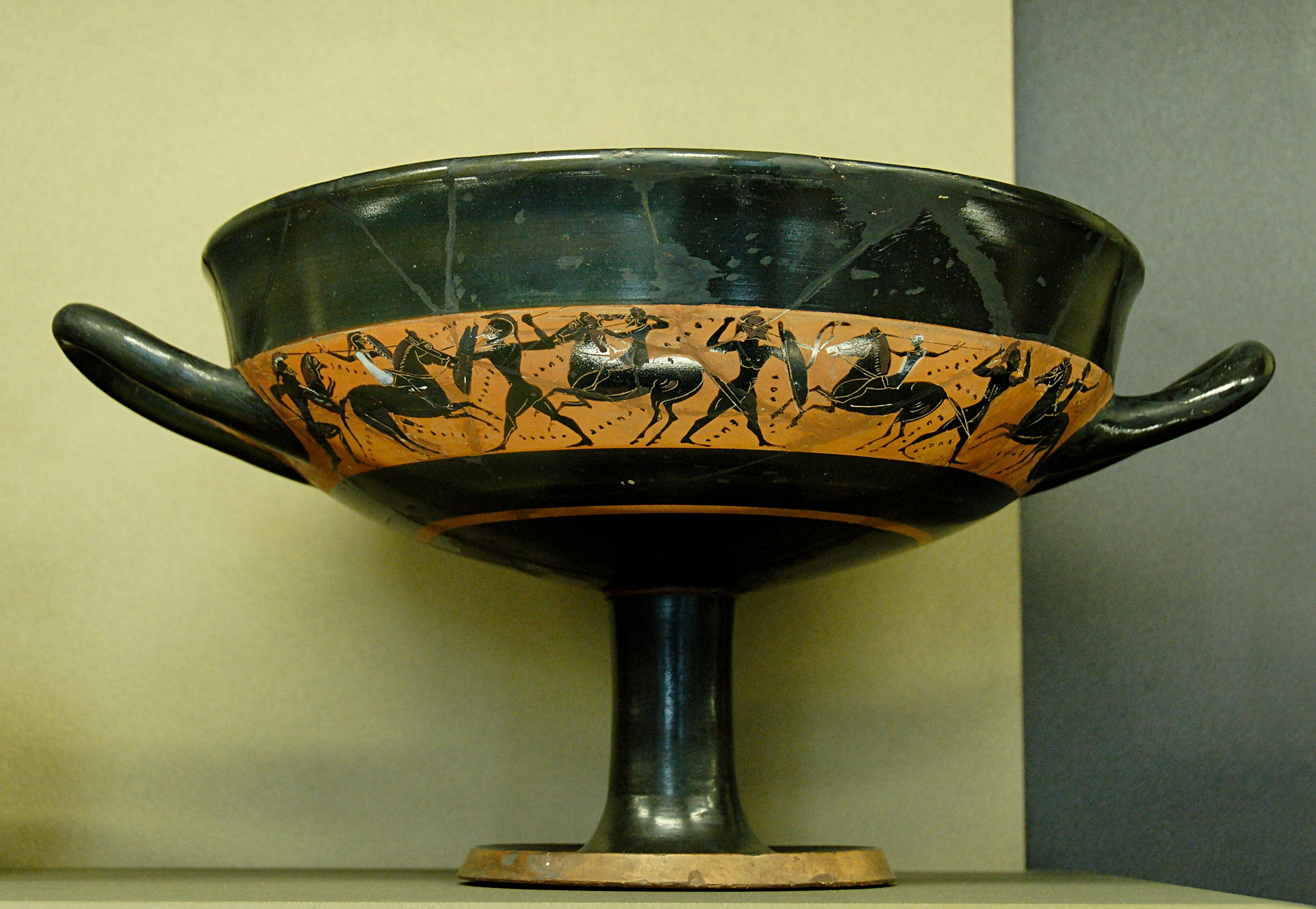
Copa de bancas, c. 540 a. C.
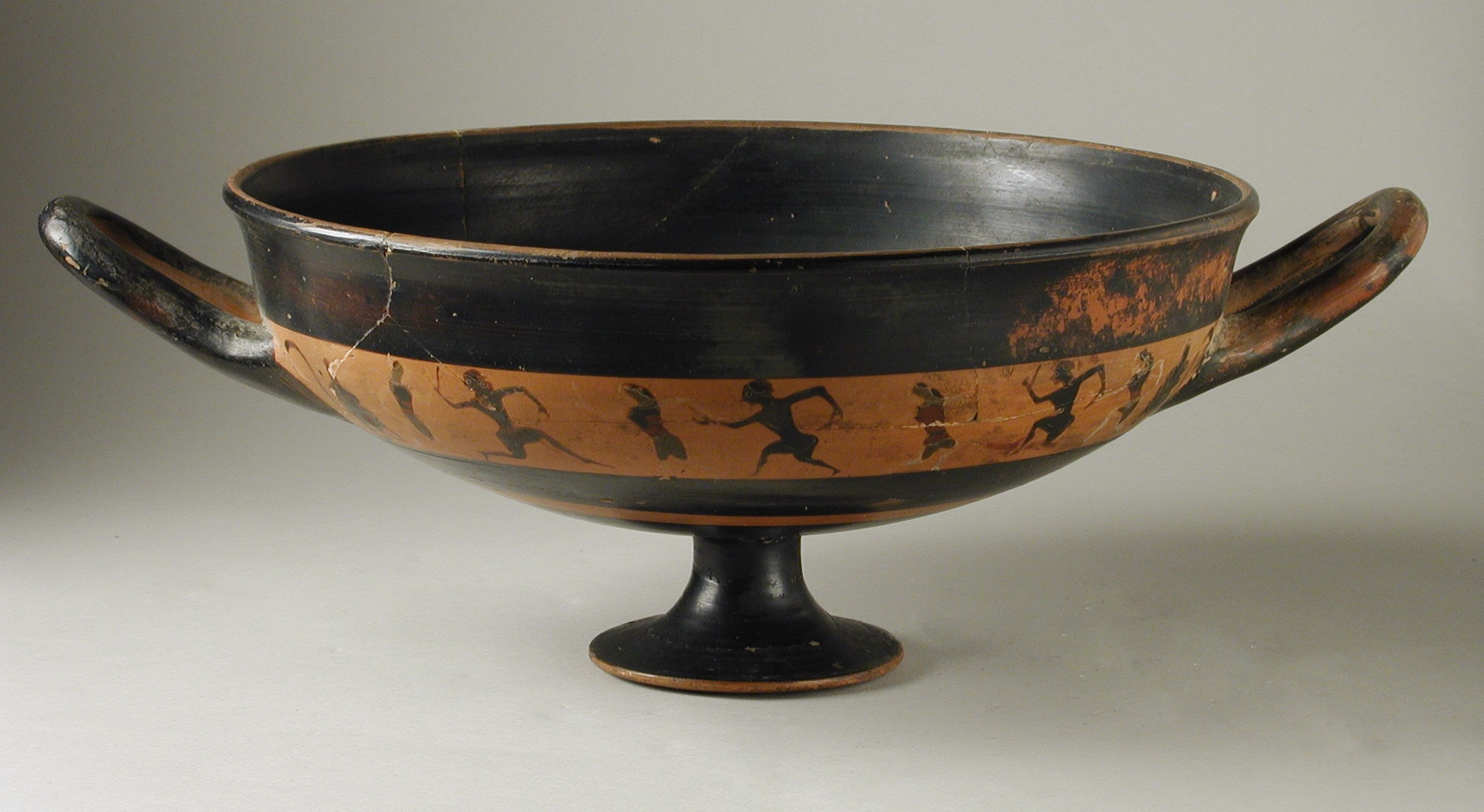
Copa de bandas, c. 530 a. C.

#### Copa de Kassel
Las copas de Kassel son una variante de las copas de banda y también un tipo de copas de los pequeños maestros. Son algo más pequeñas y poco profundas que los copas de bandas. La diferencia más significativa reside en la decoración, que se encuentra en diferentes lados de la cop, no solo como un motivo de banda. El estilo de la decoración está influenciado por las copas de Siana. El tipo recibe su nombre del hecho de que su primer ejemplar conocido se encontraba en un museo en Kassel.

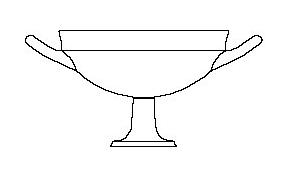
Forma de la copa de Kassel.
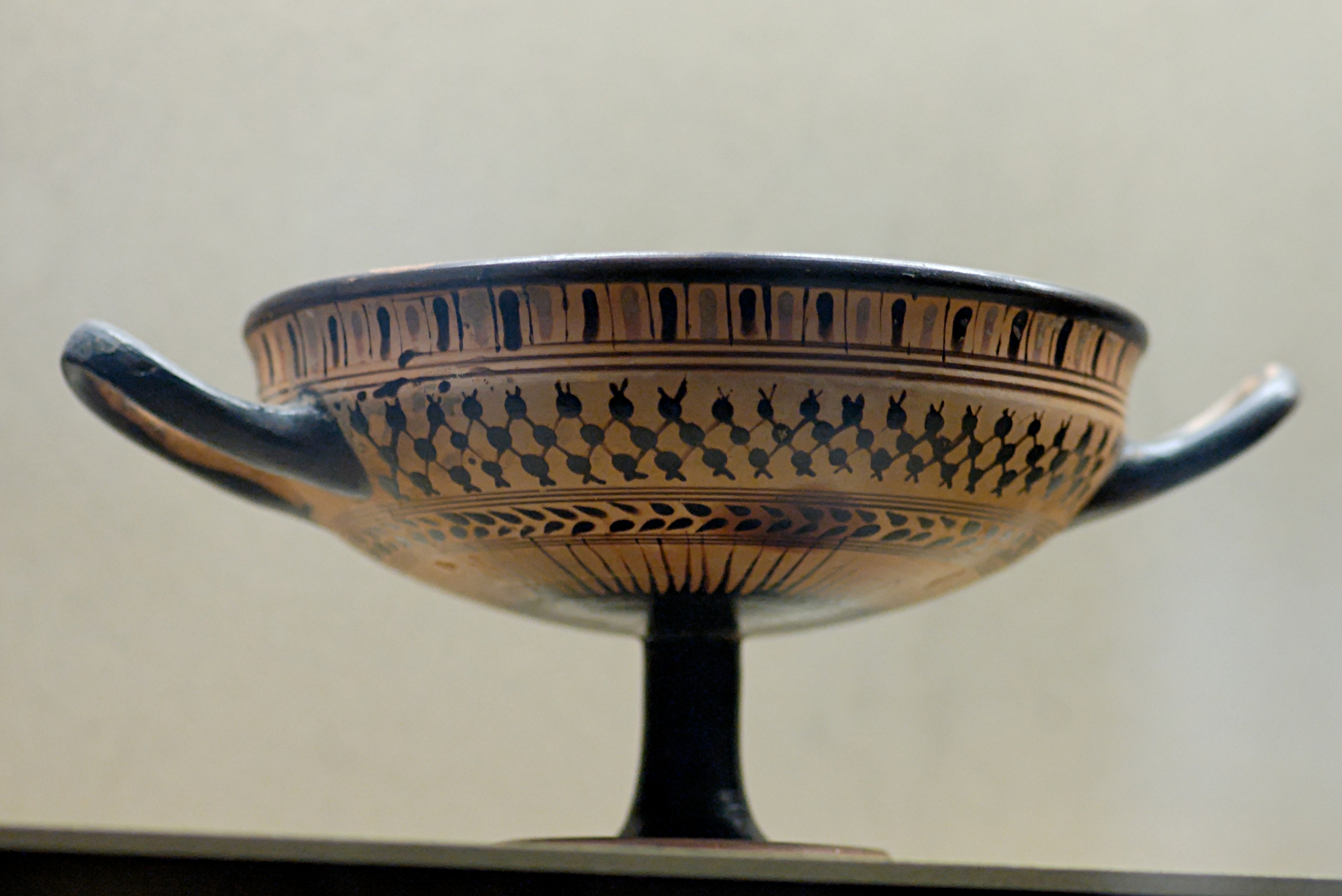
Copa de Kassel, c. 540 a. C.

#### Copa Merrythought
La copa Merrythought es contemporánea de las copas de Siana. Es el tipo de kílix ateniense más antiguo conocido, en el que el labio y el cuerpo no están diferenciados. Las asas son distintivas y se asemejan a un merrythought (en inglés británico «hueso de la suerte»). Éste también se convierte en el nombre actual del tipo.

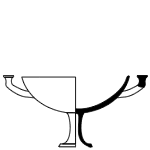
Forma de la copa Merrythought, por dentro y por fuera.
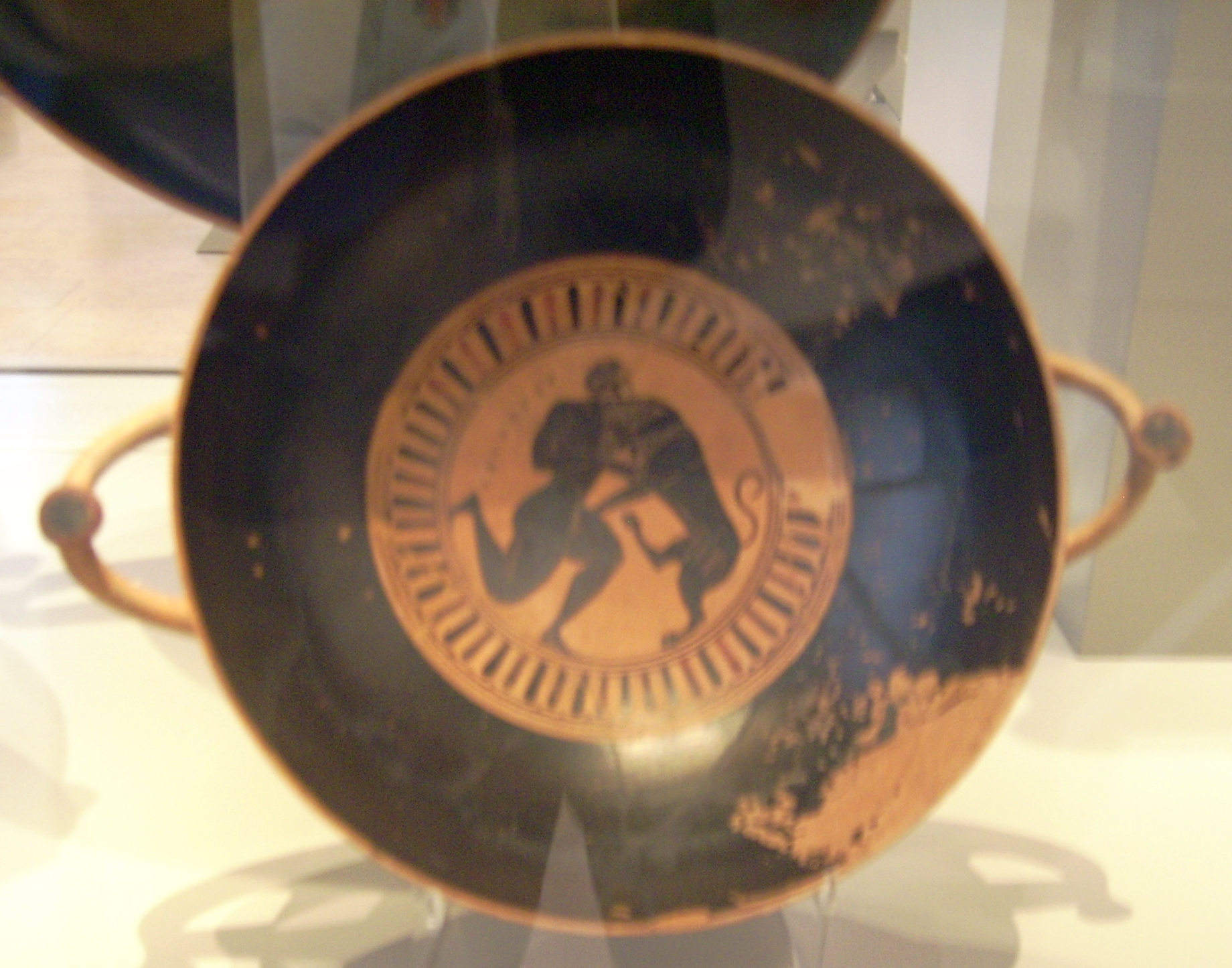
Copa Merrythought.

### Grupo 3
En las cílicas del grupo 3, el labio, el cuerpo y el pie del vaso forman un arco continuo.

#### Tipo B
Las copas de tipo B se asemejan a las de tipo A en que el labio no se distingue del perfil del cuerpo. La diferencia radica en que el pie también se integra con el perfil del cuerpo. El tipo B solía decorarse con figuras rojas y se mantuvo en uso durante todo el siglo V a. C.

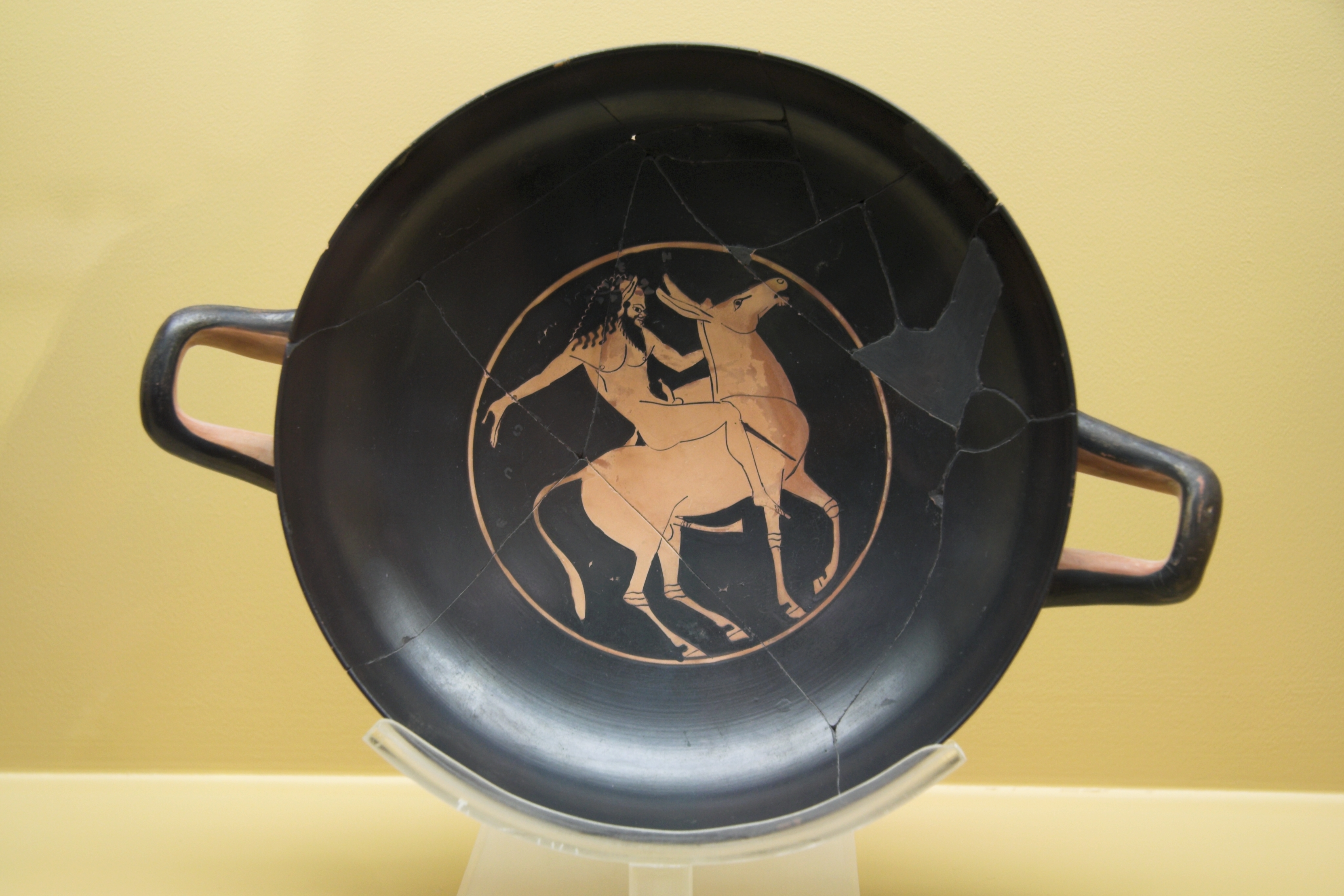
Tipo B, c. 510 a. C.
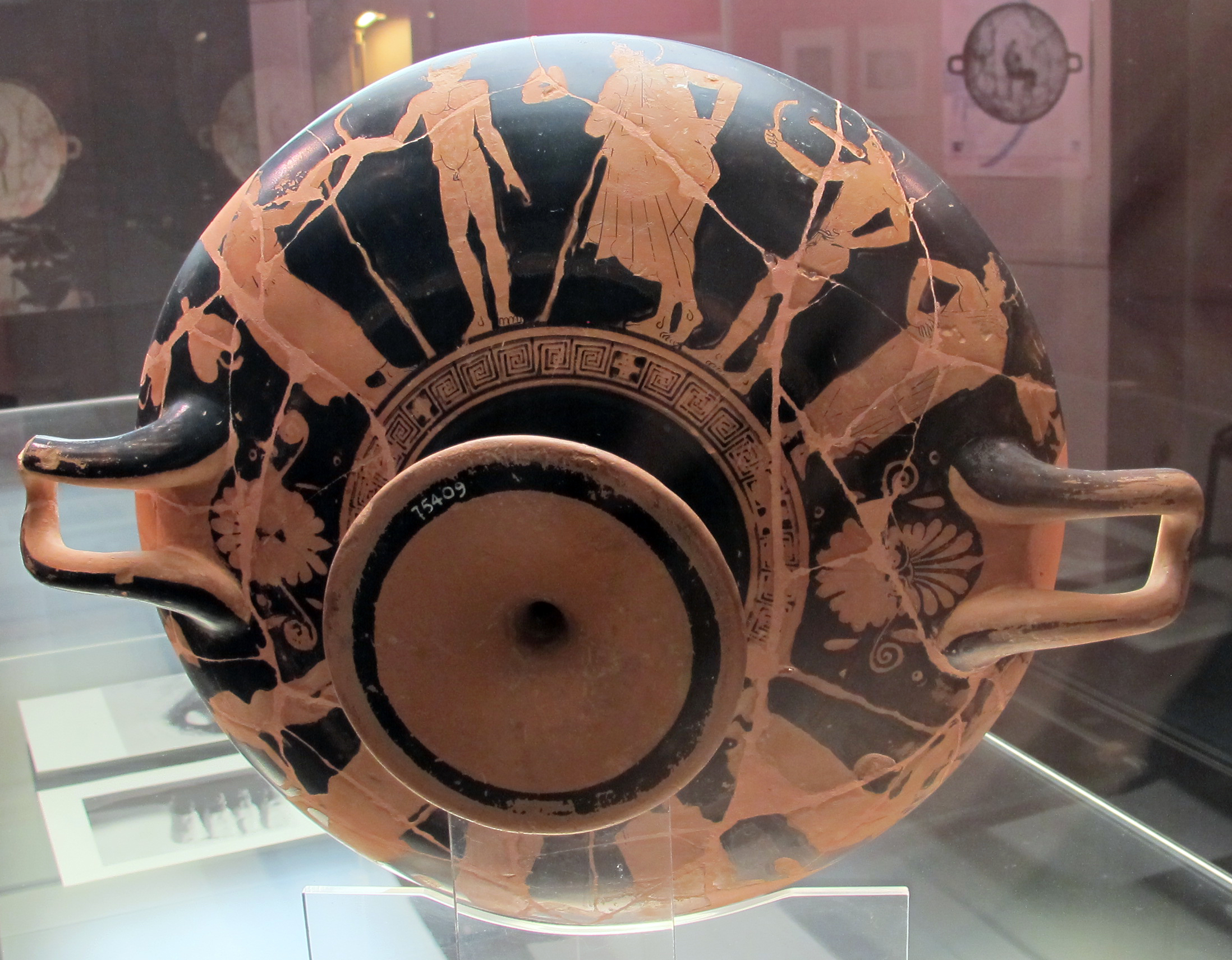
Tipo B, c. 460 a. C.
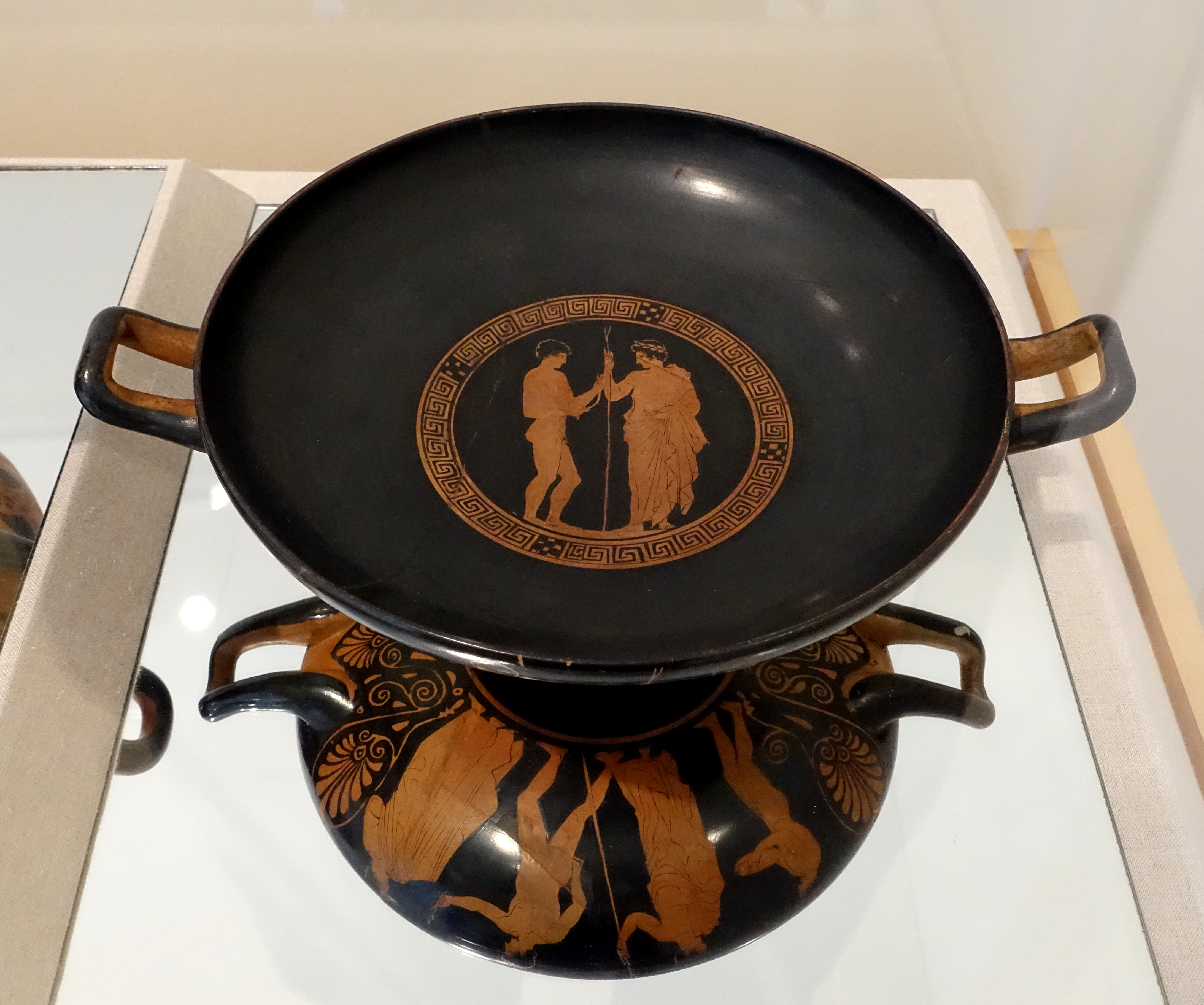
Tipo B, c. 435–430 a. C.
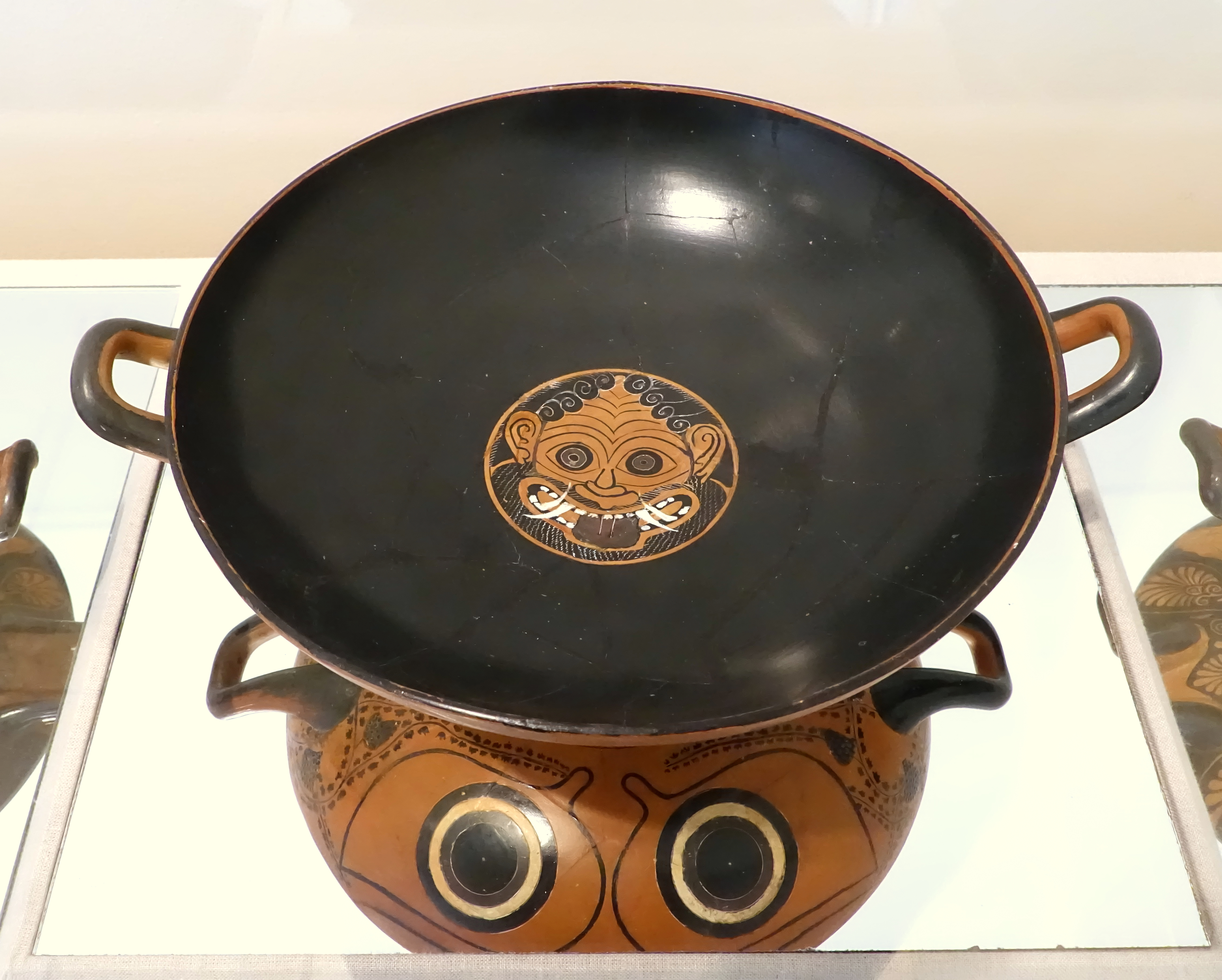
Tipo B, c. 430 a. C.

#### Tipo C
El tipo C es más raro que el tipo B. El labio a veces se distingue del cuerpo. Los vasos suelen estar vidriados completamente en negro o decorados solo en el interior. El tipo C también se mantuvo en uso hasta el siglo V a. C.

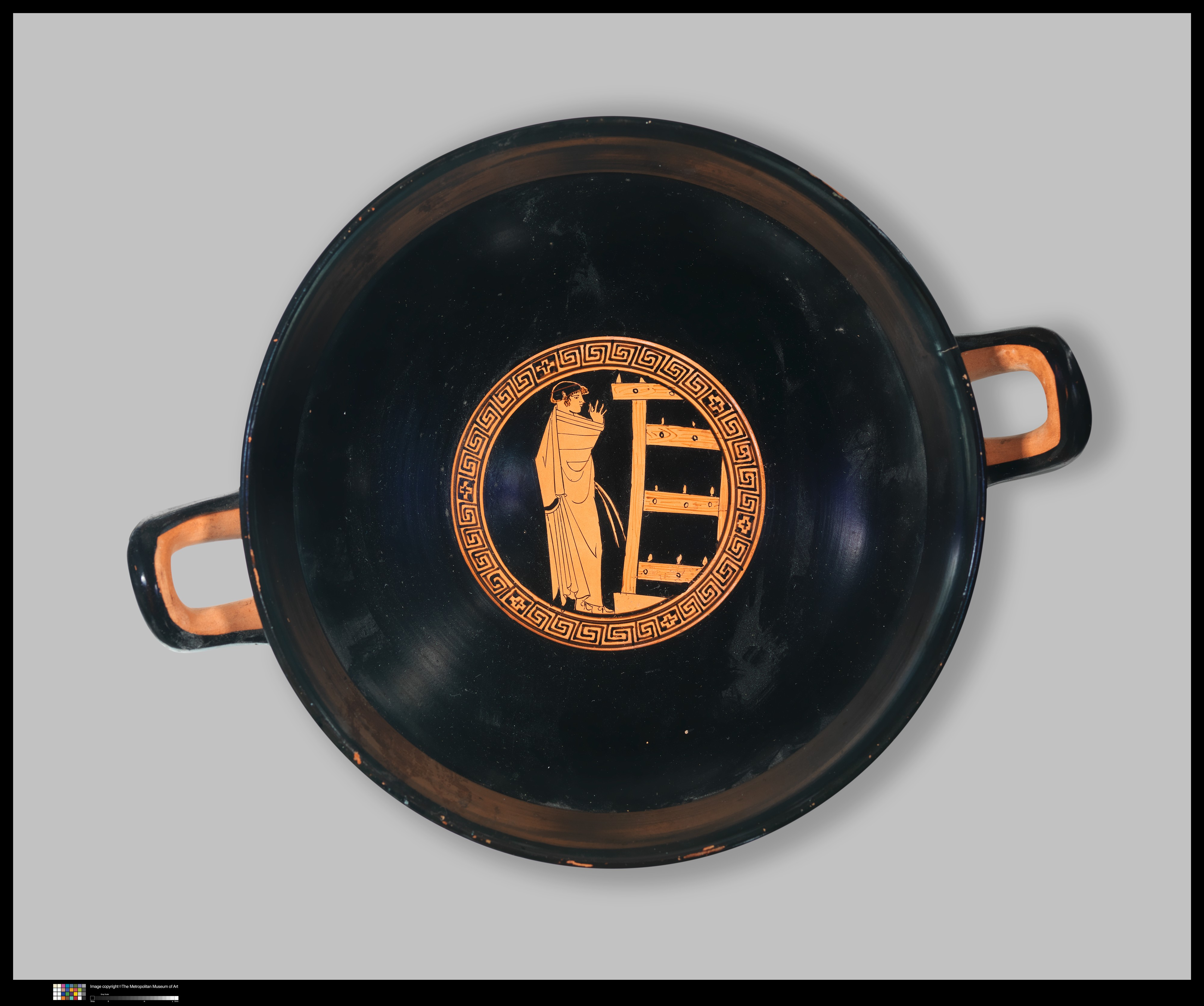
Tipo C, c. 480–470 a. C.
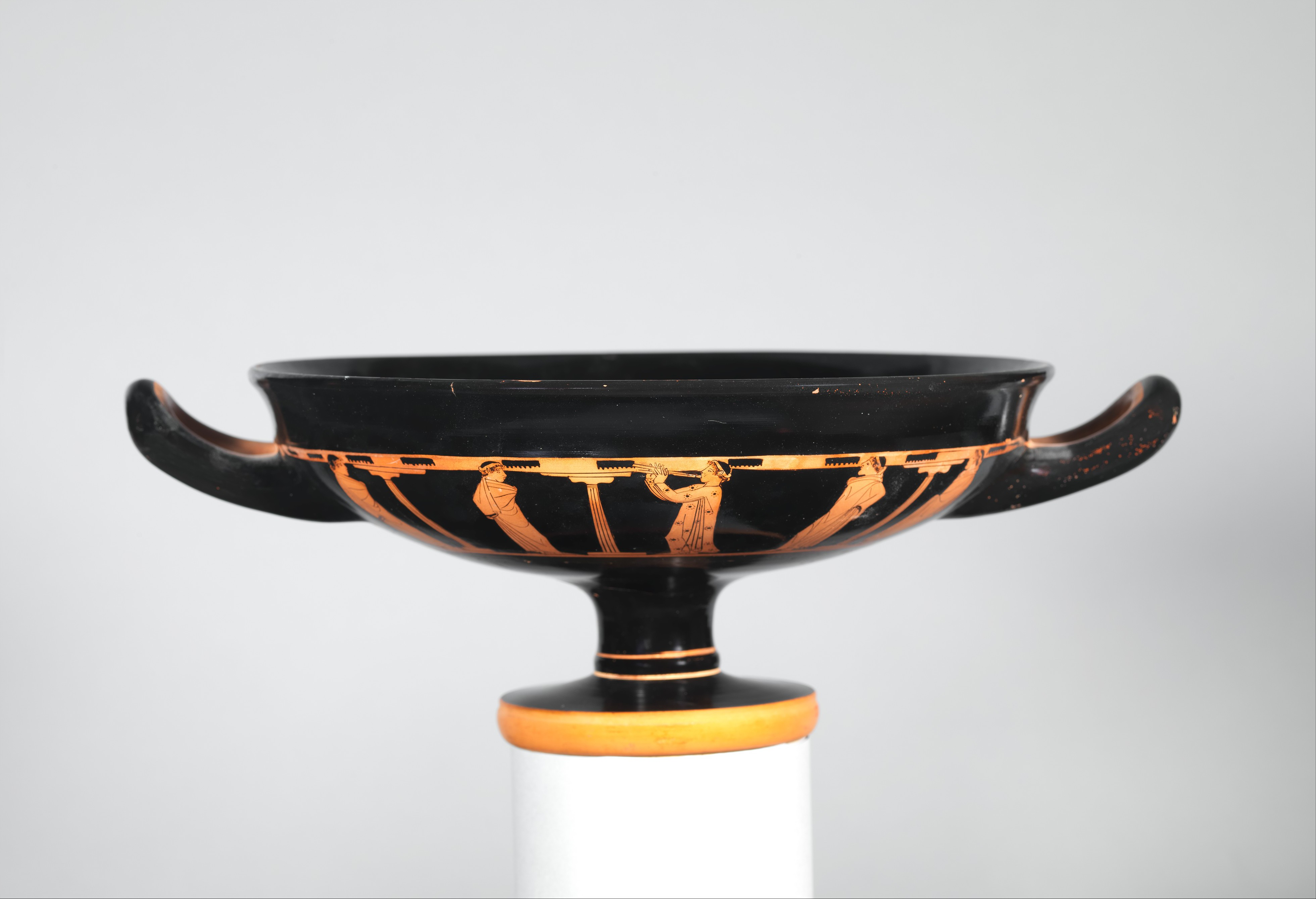
Tipo C, c.  480–470 a. C.

### Copa sin tallo
La copa sin tallo tiene asa en la base, pero la parte ancha del pie se conecta directamente a la base. Este tipo se desarrolló en la cerámica ática de figuras negras alrededor del 525-500 a. C. y se mantuvo popular durante el período de la cerámica de figuras rojas. En ocasiones, figuraba en el tondo un gorgoneion. Posteriormente, la mayoría de los vasos se pintaron completamente con el exterior liso en negro. Este tipo dejó de usarse en el siglo V a. C.

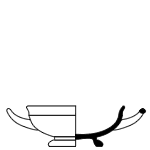
Forma de una copa sin tallo desde el exterior y el interior.
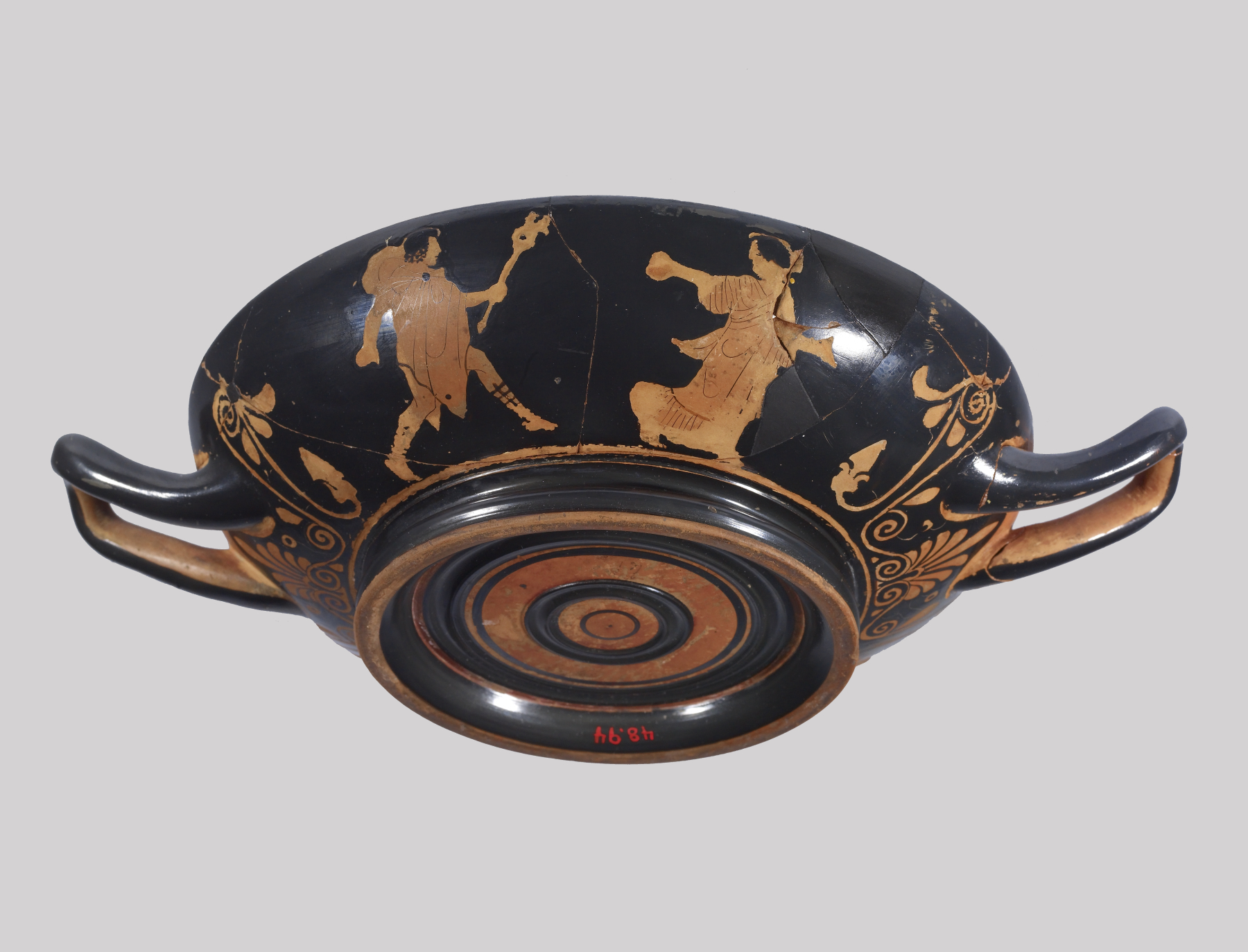
Copa sin tallo, 475–450 a. C.

Copas más profundas que el kílix eran el escifo, el masto y el cántaros.